# Joseph Beuys

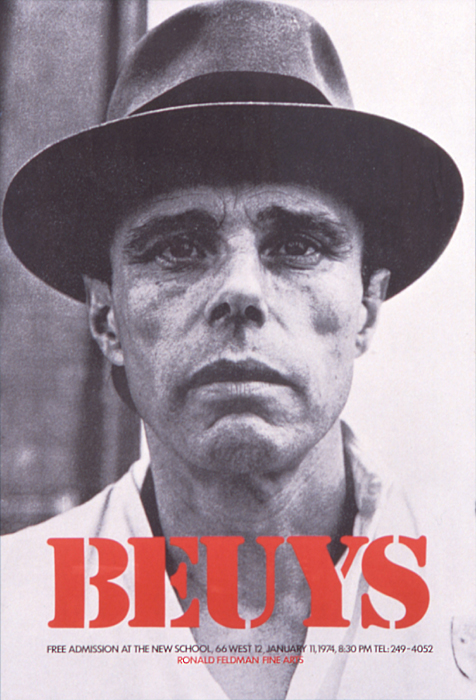
Joseph-Beuys-Poster für eine Vortragstournee durch die USA: Energy Plan for the Western Man, 1974, organisiert von dem Galeristen Ronald Feldman, New York

Joseph Heinrich Beuys [bɔɪ̯s] (* 12. Mai 1921 in Krefeld; † 23. Januar 1986 in Düsseldorf) war ein deutscher Aktionskünstler, Bildhauer, Medailleur, Zeichner, Kunsttheoretiker und Professor an der Kunstakademie Düsseldorf.

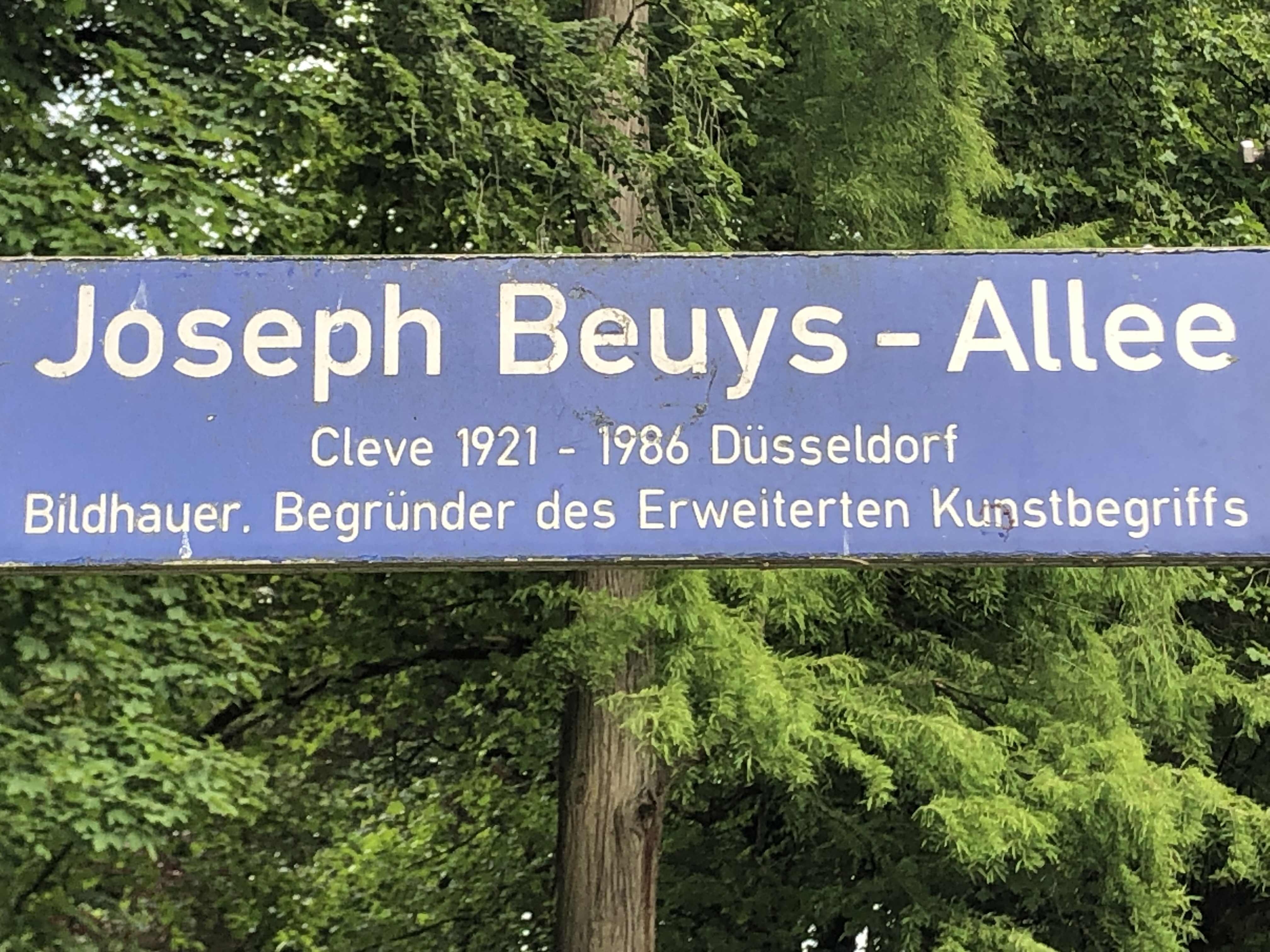
Amtliches Straßenschild Joseph Beuys Allee in Kleve

In den 1970er Jahren entwickelte Beuys – nicht zuletzt mit Bezug auf den tatsächlich in der Nähe auf die Welt gekommenen Anarcharsis Cloots – die Legende, er sei in "Cleve" geboren. Die Stadt Kleve unterstützt diese Legendenbildung mit einem Straßenschild.
Beuys setzte sich in seinem umfangreichen Werk mit Fragen des Humanismus, der Sozialphilosophie und Anthroposophie auseinander. Dies führte zu seiner spezifischen Definition eines „erweiterten Kunstbegriffs“ und zur Konzeption der Sozialen Plastik als Gesamtkunstwerk, indem er Ende der 1970er Jahre ein kreatives Mitgestalten an der Gesellschaft und in der Politik forderte. Er gilt weltweit als einer der bedeutendsten Aktionskünstler des 20. Jahrhunderts und ist seinem Biografen Reinhard Ermen zufolge als „idealtypischer Gegenspieler“ Andy Warhols zu sehen.

## Leben

### Kindheit und Jugend (1921–1941)

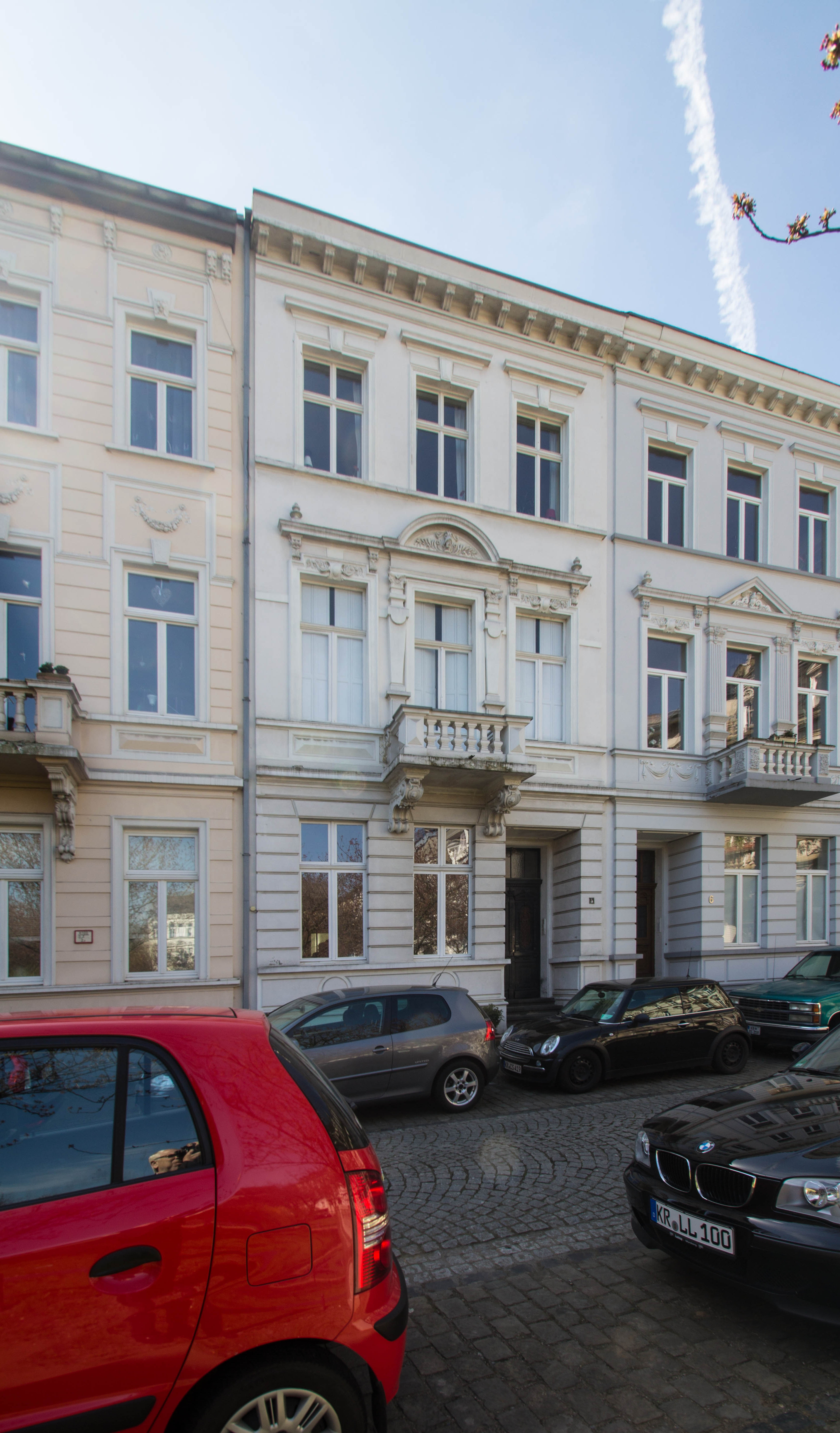
Alexanderplatz 5 in Krefeld

Joseph Beuys, der in Rindern, einem Dorf nördlich des Neuen Tiergartens in Kleve am Niederrhein, aufwuchs, wurde als Sohn des Kaufmanns und Düngemittelhändlers Josef  (oder Joseph) Jakob Beuys (* 8. März 1888 in Geldern; † 15. Mai 1958 in Kleve) und dessen Ehefrau, Johanna Maria Margarete Beuys, geborene Hülsermann (* 17. Juli 1889 in Spellen; † 30. August 1974 ebenda), geboren. Der Vater, der einer Müller- und Mehlhändlerfamilie aus Geldern entstammte, war 1910 als Handlungsgehilfe von Geldern nach Krefeld gezogen. Dort wohnte das Ehepaar mit dem jungen Beuys am Alexanderplatz 5. Im Herbst 1921 siedelte die Familie nach Kleve über und meldete sich zunächst unter der Adresse Kermisdahlstraße 24, in unmittelbarer Sichtnähe zur Schwanenburg, an. Nach zwei weiteren Umzügen bezog sie, mit Meldedatum vom 1. Mai, das Obergeschoss des Hauses Tiergartenstraße 187/Ecke Stiller Winkel (heute Hausnummer 101) in Neu-Rindern, einer Neubausiedlung einige hundert Meter westlich des ehemaligen Kurhauses Kleve.
Von 1927 bis 1932 besuchte Joseph Beuys die katholische Volksschule, anschließend das staatliche Gymnasium in Kleve, heute Freiherr-vom-Stein-Gymnasium. Er lernte Klavier- und Cellospielen; in der Schule zeigte er im Zeichenunterricht Talent. Außerhalb der Schulzeit besuchte er mehrmals das Atelier des in Kleve ansässigen flämischen Malers und Bildhauers Achilles Moortgat, der ihn mit dem Werk von Constantin Meunier und George Minne bekannt machte. Auch zeigte sich Beuys beeindruckt von den Werken Edvard Munchs, William Turners und Auguste Rodins. Die Interessen des Schülers, geweckt durch einen Lehrer, galten der nordischen Geschichte und Mythologie. Zudem entwickelte er ein naturwissenschaftlich-technisches Interesse und trug sich zeitweise mit dem Gedanken, Kinderarzt zu werden. Während der in Kleve von den Nationalsozialisten organisierten Bücherverbrennung am 19. Mai 1933 im Hof des Gymnasiums schaffte er nach eigener Aussage das Buch Systema Naturae von Carl von Linné „aus diesem großen brennenden Haufen […] beiseite.“
Für 1936 ist die Mitgliedschaft des 15-jährigen Beuys in der Hitlerjugend (HJ) belegt, als er im HJ-Bann 238/Altkreis Kleve am reichsweiten großen Sternmarsch zum Reichsparteitag nach Nürnberg teilnahm. In den letzten Schuljahren – 1938 hatte er erstmals einen Katalog mit Reproduktionen von Plastiken Wilhelm Lehmbrucks gesehen – entschloss sich Beuys, Bildhauer zu werden. Ab 1938 spielte er am Gymnasium Cello im sogenannten „Bannorchester“ der HJ. Das Gymnasium verließ er gemäß der Mehrzahl der Biografien zu Ostern 1941 mit dem Notabitur, laut der Beuys-Biografie von Hans Peter Riegel jedoch bereits im Frühjahr 1940 ohne Abschluss.

### Kriegszeit (1941–1945)

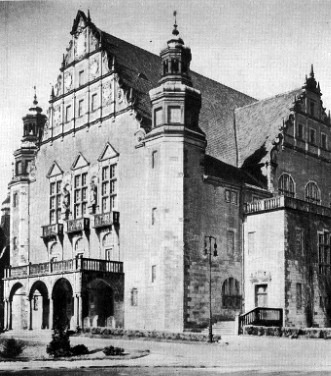
Reichsuniversität Posen, 1941

Im Frühjahr 1941 meldete sich Beuys freiwillig zur Luftwaffe, wobei er sich für zwölf Jahre verpflichtete. Vom 1. Mai 1941 an wurde er im besetzten Poznań (Posen) vom späteren Tier- und Dokumentarfilmer Heinz Sielmann zum Bordfunker ausgebildet. Dieser förderte sein Interesse an der Botanik und Zoologie. Beuys besuchte sieben Monate lang als Gasthörer Vorlesungen in diesen Fächern sowie der Geographie an der Reichsuniversität Posen.
Nach dem Abschluss seiner Ausbildung zum Bordfunker war Beuys auf der Krim stationiert und nahm im Juni 1942 am Luftkampf um die Festungsstadt Sewastopol teil. Ab Mai 1943, Beuys war inzwischen Unteroffizier, wurde er in Königgrätz im damaligen Protektorat Böhmen und Mähren als Bordschütze und Funker in einem Sturzkampfflugzeug (Stuka) vom Typ Ju 87 eingesetzt. Nach der Verlegung zum Luftwaffenstab Kroatien im Sommer 1943 war er bis ungefähr 1944 an der östlichen Adria stationiert. Von dort flog er zeitweise zu Waffentests die Luftwaffenbasis in Foggia an. Zahlreiche Skizzen und Zeichnungen aus Kriegstagen sind hier entstanden.

#### Flugzeugabsturz auf der Krim
Am 4. März 1944 begann die Rote Armee an der Ostfront ihre Frühjahrsoffensive und erzwang in der Schlacht um die Krim den vollständigen Rückzug der deutschen Verbände aus der Ukraine. Während eines Einsatzes bei Schneefall hatte Beuys’ Stuka am 16. März 1944 rund 200 Meter östlich von Freifeld, im Blindflug Bodenkontakt und zerschellte am Boden. Der Pilot, Hans Laurinck, starb, Beuys wurde verletzt. Er erlitt eine Nasenbeinfraktur, mehrere Knochenbrüche und ein Absturztrauma. Von einem deutschen Suchkommando wurde er bei den Trümmern der Ju 87 gefunden und am 17. März 1944 in das mobile Militärlazarett 179 nach Kurman-Kemeltschi eingeliefert, das er erst am 7. April 1944 verlassen konnte.
Der Absturz mit seiner Nachgeschichte diente Beuys als Stoff einer Legende, der zufolge ihn nomadische Krimtataren „acht Tage lang aufopfernd mit ihren Hausmitteln“ (Salbung der Wunden mit tierischem Fett und Warmhalten in Filz) gepflegt hätten. Diese Legende, die Beuys’ Vorliebe für die Materialien Fett und Filz erklären sollte und die er in einem BBC-Interview ebenso beschrieb, vertrat auch sein Biograf Heiner Stachelhaus bis zuletzt. Nach der Recherche des Künstlers Jörg Herold wurde Beuys nach dem Absturz von einem Suchkommando gefunden, wie die FAZ über Herolds Spurensuche auf der Krim am 7. August 2000 meldete. Der acht- bis zwölftägige Aufenthalt bei den Tataren, wie ihn Stachelhaus und andere überliefern, wurde schon 1996 von Beuys’ Ehefrau Eva in Zweifel gezogen. Die Witwe stufte die immer wieder erzählte Geschichte als seine „Fieberträume in langer Bewußtlosigkeit“ ein.

#### Ende des Krieges
Im August 1944 wurde Beuys an die Westfront geschickt, wo er als Oberjäger in der Fallschirmjäger-Division Erdmann diente. Er erhielt das Verwundetenabzeichen. Einen Tag nach der Kapitulation der Wehrmacht am 8. Mai 1945 geriet Beuys in Cuxhaven in britische Kriegsgefangenschaft und kam in ein Lager, das er am 5. August 1945 verlassen durfte. Körperlich schwer angeschlagen kehrte er zu seinen Eltern nach Neu-Rindern bei Kleve zurück.

### Studium und Aufbruch (1945–1960)
1945 schloss er sich der Künstlergruppe des in Kleve ansässigen Malers Hanns Lamers an. 1946, im Alter von 25 Jahren, wurde er Mitglied des von Lamers und Walther Brüx neu ins Leben gerufenen „Klever Künstlerbundes“ (vormals „Profil“). Von 1948 bis 1950 beteiligte sich Beuys dreimal mit Zeichnungen und Aquarellen an den Gruppenausstellungen des Verbandes, die im ehemaligen Atelierhaus von Barend Cornelis Koekkoek, heute das B.C. Koekkoek-Haus, stattfanden.
Zum Sommersemester 1946 immatrikulierte sich Beuys, zusammen mit seinem Schulfreund Ernst Schönzeler, an der Staatlichen Kunstakademie in Düsseldorf. Er begann das Studium der Monumentalbildhauerei am 1. April 1946. Während des ersten Semesters bei Joseph Enseling, bei dem er drei Semester studierte, lernte er Erwin Heerich, Holger Runge und Elmar Hillebrand kennen. Ab dem Wintersemester 1947/1948 wechselte Joseph Beuys, von Heerich veranlasst, in die Klasse von Ewald Mataré. Von 1947 bis 1949 arbeitete er an zoologischen Filmen von Heinz Sielmann und Georg Schimanski über den Lebensrhythmus des Wildes im Birkenwald der Lüneburger Heide, über nördliche Wildschwäne, Gänse und Enten im Schwemmland der Ems und über das Leben des weißen Storches im schleswig-holsteinischen Bergenhusen mit. 1948 kam er in einem Arbeitskreis, den der Anthroposoph Max Benirschke leitete, mit den esoterischen Lehren von Rudolf Steiner in Berührung.
Von 1946 bis 1948 wohnte Joseph Beuys im Haus der Familie Niehaus in der Gartenstadt Meererbusch, Am Willer 3. In der dortigen Garage bekam er ein Atelier, war zeitlebens mit den Kindern des Hauses Ruth Niehaus und Helmut Niehaus befreundet. Er entwarf 1951 den Familiengrabstein auf dem Büdericher Friedhof und wurde Patenonkel von Helmut Niehaus’ Tochter Monika Niehaus.

#### Der Meisterschüler

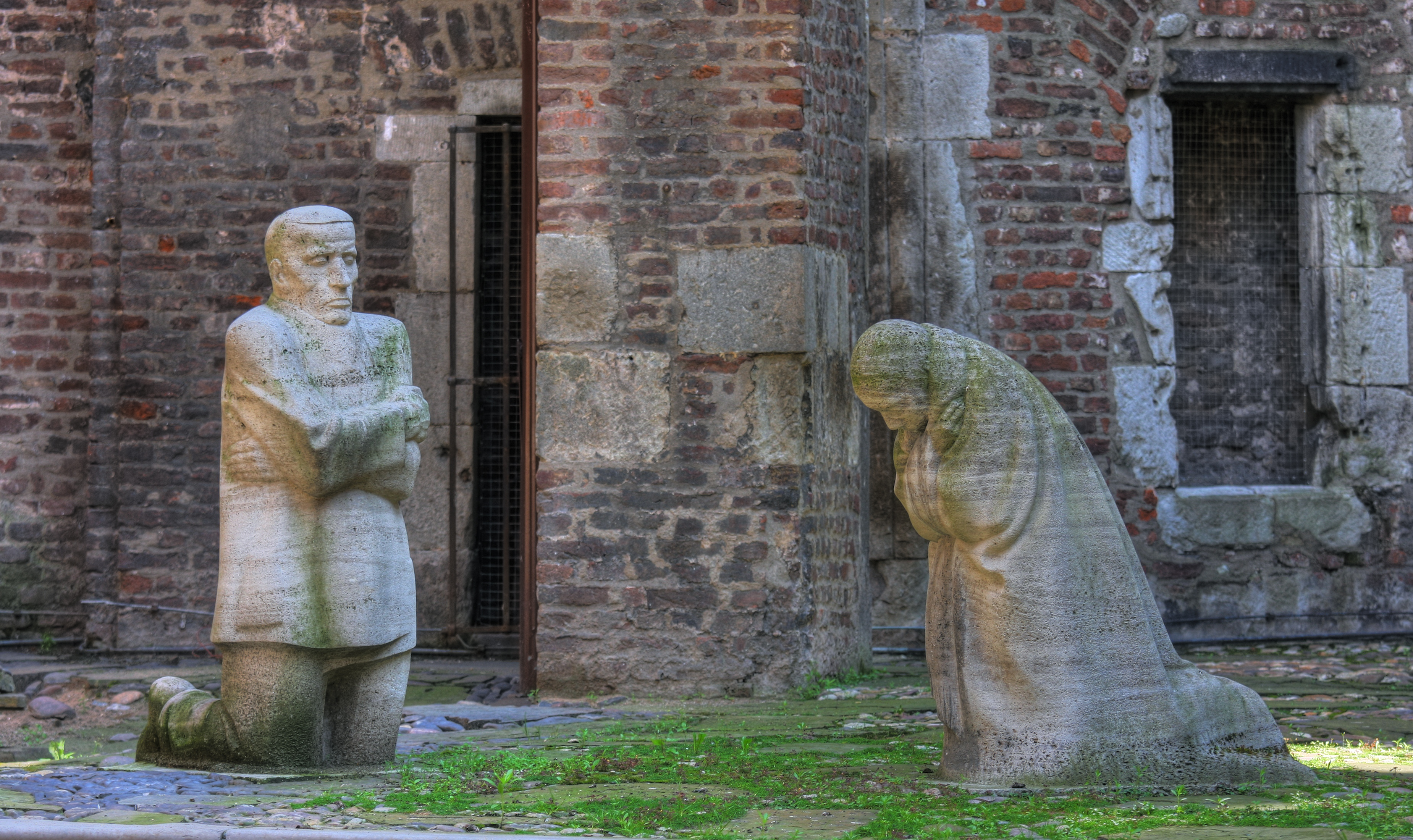
Joseph Beuys und Erwin Heerich: Die trauernden Eltern, 1954, in Alt St. Alban, Köln

Ewald Mataré ernannte Joseph Beuys 1951 zu seinem Meisterschüler. Gemeinsam mit Erwin Heerich bezog Beuys bis 1954 sein Meisterschüleratelier unter dem Dach der Kunstakademie. In dieser Zeit schuf er das Eisenguss-Relief einer Pietà, mit der er 1952 auf der Kunstausstellung Eisen und Stahl einen Preis errang.

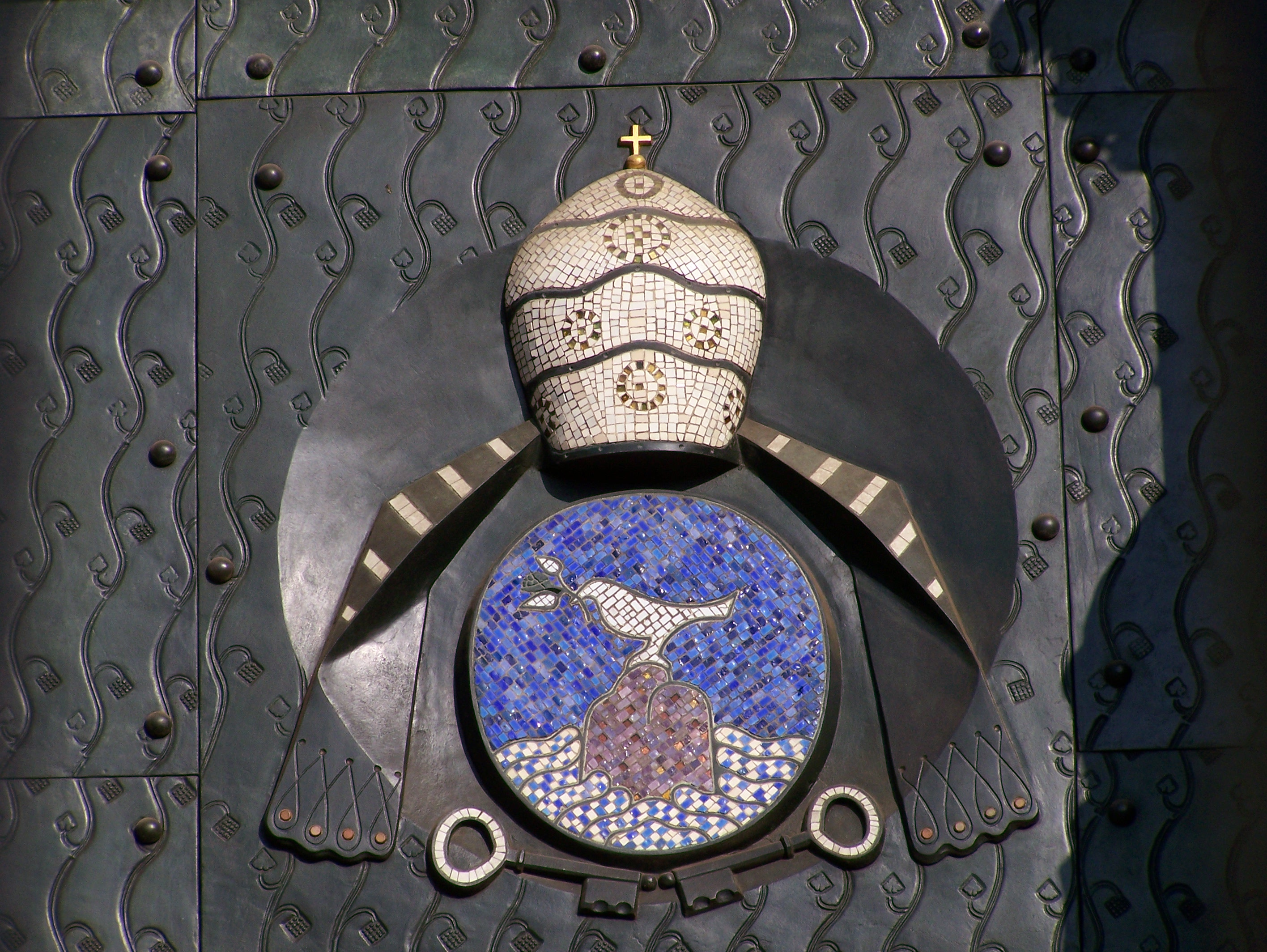
Bronzetür der Südseite des Kölner Doms

Er arbeitete an Aufträgen seines Lehrers Mataré mit, so zum Beispiel an den Türen für das Südportal des Kölner Doms, der sogenannten „Pfingsttür“, wo er das Mosaik setzte, und an dem Westfenster im Westwerk des Aachener Doms. In dieser Zeit entstand auch – vermutlich als Aufgabenstellung Matarés – seine frühe Plastik Torso, ein auf einem ausgefahrenen Bildhauerbock schwebender Frauenrumpf, der von schwarzer Ölfarbe und Mullbinden überzogen ist. Gemeinsam mit Heerich arbeitete Beuys an einer Kopie der Skulptur Trauerndes Elternpaar von Käthe Kollwitz in Muschelkalk. Mataré, der 1953 diesen Auftrag für eine Gedenkstätte in Alt St. Alban erhielt, gab ihn an seine beiden Meisterschüler weiter, wobei Heerich die Mutter und Beuys den Vater anfertigte.
Ein zentrales Thema in der Klasse Matarés war die Diskussion über Rudolf Steiner. So sollen sich, so die Erinnerung eines Kommilitonen, sieben von anfangs neun Studenten für die Anthroposophie Steiners begeistert haben. Als prägender Einfluss auf Beuys sollte sich die Steinersche Schrift Kernpunkte der sozialen Frage erweisen; sie wurde für ihn zu einem Schlüsseltext für seine späteren Ideen zur sozialen Plastik. Mataré selbst orientierte sich an den alten Bauhüttenidealen und hielt von Steiners Lehre nichts. Der Student Beuys hatte laut Günter Grass, der parallel zu Beuys bei Otto Pankok studierte, eine dominierende Stellung in der Klasse Matarés, in der es unter Beuys’ Einfluss „christlich bis anthroposophisch zuging.“ Die Stimmung unter den Studenten der Akademie beschrieb Grass sechzig Jahre später so: „Überall schienen Genies im Kommen zu sein […]“; diese „Genies“ waren für Grass meist Epigonen.

#### Erste Ausstellungen und Aufträge

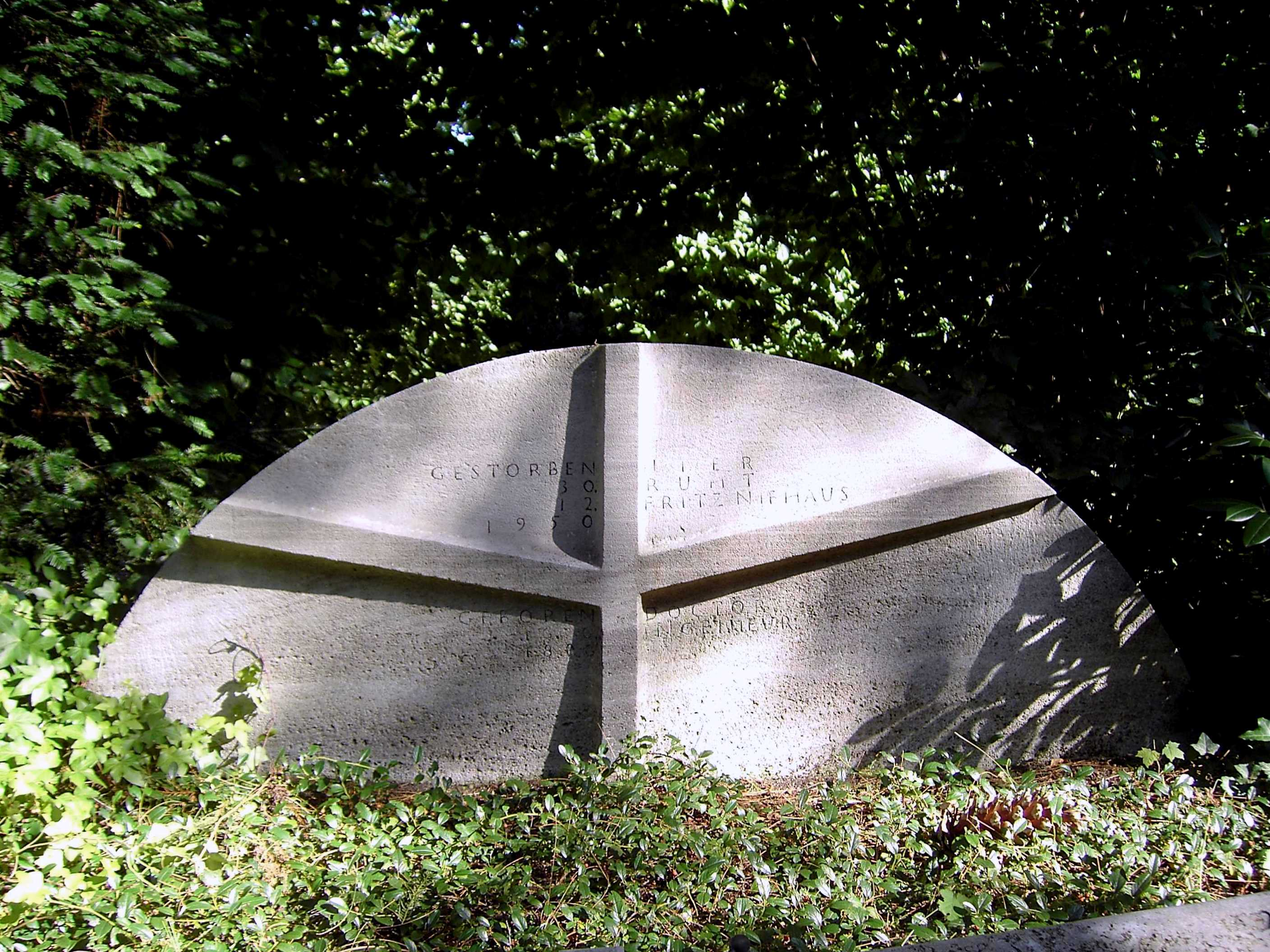
Joseph Beuys: Grabstein Fritz Niehaus, 1951, Friedhof Meerbusch-Büderich

Noch während seiner Zeit als Meisterschüler fand 1953 die erste Einzelausstellung von Beuys im Haus der Brüder Hans und Franz Joseph van der Grinten in Kranenburg (Niederrhein) und eine Ausstellung im Von der Heydt-Museum in Wuppertal statt. Er beendete das Studium nach dem Wintersemester 1952/1953 am 31. März im Alter von 32 Jahren. 1954 bezog Beuys ein eigenes Atelier in Düsseldorf-Heerdt, das er bis Ende 1958 nutzen konnte. Von 1951 bis 1958 lebte der Künstler von diversen, eher handwerklichen Aufträgen. 1951 fertigte er einen heute auf dem Friedhof in Meerbusch-Büderich stehenden Grabstein für Fritz Niehaus, den Vater von Ruth Niehaus, an. Des Weiteren entwarf er Möbel, von denen er einige verkaufte. Zwei Tische, betitelt Chest, 1953 (Ebenholz), und Tête, 1953–1954 (Birnbaum, Ebenholz), sowie ein Regal von 1953 mit dem Titel Royal Pidge-Pine befinden sich in einer Privatsammlung in Athen; ein weiterer Tisch, Monk, 1953 (Birnbaum, Ebenholz) befindet sich mittlerweile im Block Beuys, Darmstadt.
Beuys, der sich als „Reaktion auf die mangelnde Kommunikationsbereitschaft des Freundeskreises bei der Vergewisserung des eigenen Anliegens in einer Umbruchphase der künstlerischen Arbeit“ befand, zog sich ab 1955 zunehmend zurück, nachdem ihm seine Verlobte den Verlobungsring Weihnachten 1954 zurückgeschickt hatte; er litt unter Schwermut und Antriebslosigkeit. 1957 hielt er sich für einige Monate auf dem Bauernhof der Familie van der Grinten in Kranenburg auf. Neben der Feldarbeit, die von April bis August dauerte, zeichnete er und entwarf Konzepte für Plastiken. Mit den Brüdern van der Grinten führte er intensive Gespräche über Konrad Lorenz, den er 1954/1955 durch Sielmann in der westfälischen Wasserburg der Familie von Romberg in Buldern kennengelernt hatte; zu dieser Zeit war Lorenz als Leiter der Forschungsstelle des Max-Planck-Institutes für Verhaltensphysiologie im Bereich Meeresbiologie auf der Wasserburg tätig gewesen. Ferner wurden Gespräche über seine gemeinsame Filmarbeit mit Heinz Sielmann, über Werke von Rudolf Pannwitz und Joséphin Péladan und Kunst geführt. Ab 1956 arbeitete der Künstler an dem Entwurf für ein „Auschwitz-Denkmal“, um sich im darauf folgenden Jahr an einem internationalen Wettbewerb für ein Denkmal im ehemaligen Konzentrationslager Auschwitz-Birkenau, für das 426 Künstler Entwürfe einreichten, zu beteiligen. Der Entwurf wurde abgelehnt.

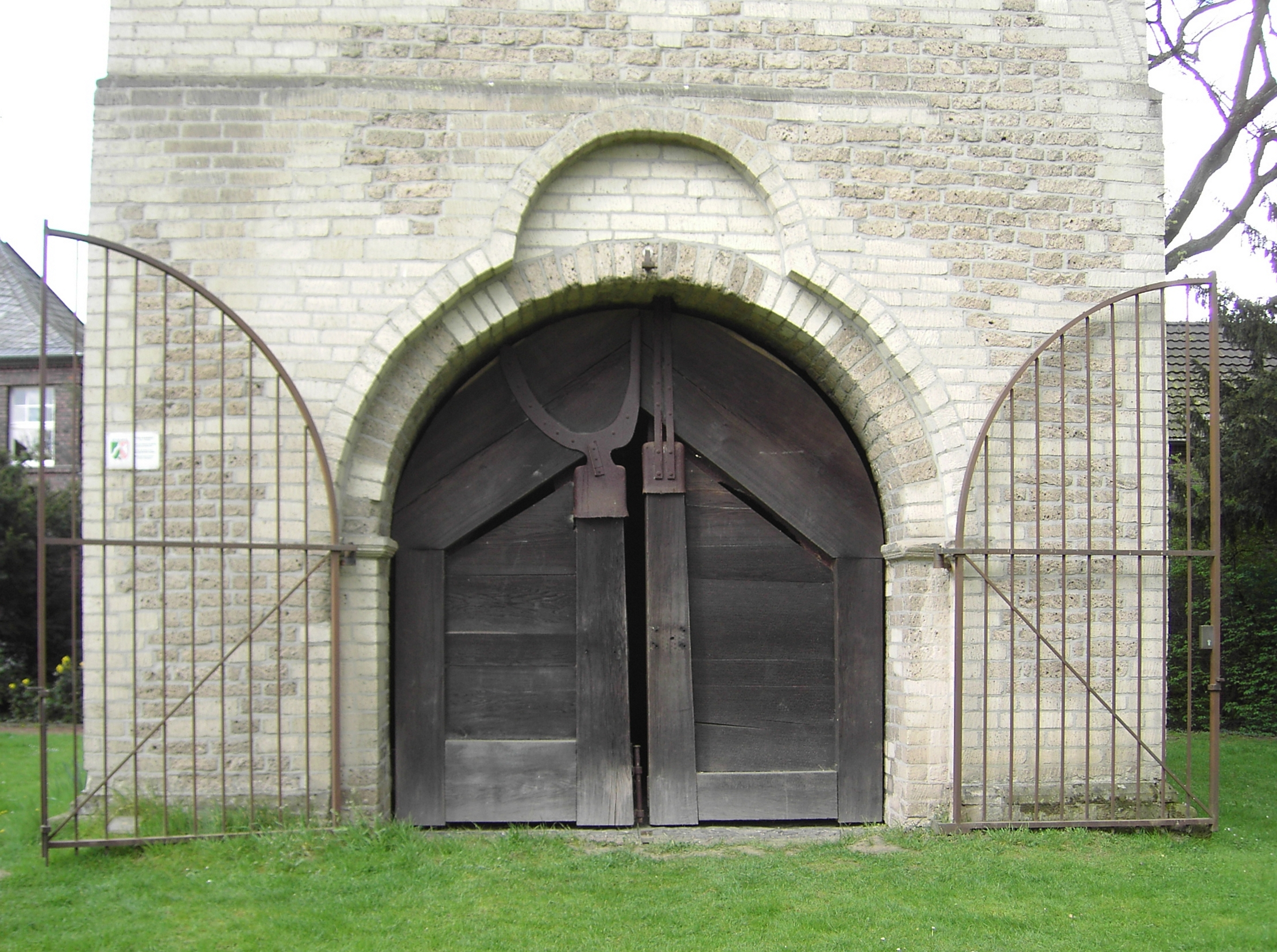
Alter Kirchturm, Joseph Beuys: Tor, 1959, Meerbusch-Büderich

Ende 1957 zog Beuys nach Kleve, da sein Vater im dortigen Krankenhaus lag; dieser starb am 15. Mai des folgenden Jahres. Beuys mietete eigene Atelierräume im alten Kurhaus am Tiergarten, in denen 1959 das monumentale Eichenkreuz und das Tor für das Büdericher Mahnmal für die Toten der Weltkriege im Alten Kirchturm in Meerbusch-Büderich entstand. Es ist der größte öffentliche Auftrag, den Joseph Beuys damals, gegen die Einwände Ewald Matarés, ausführte. Am 16. Mai 1959 wurde das „Büdericher Ehrenmal“ übergeben. Im selben Jahr begann Beuys in vier jeweils dreihundert Seiten starke, geheftete Geschäftsbücher zu zeichnen (bis 1965). 1958 setzte er erstmals die für die Kunst ungewöhnlichen Materialien Fett und Filz ein. Parallel zu seiner künstlerischen Arbeit betrieb Beuys weiterhin naturwissenschaftliche, insbesondere zoologische Studien.
Am 18. September 1959 heiratete Joseph Beuys in der Doppelkirche Schwarzrheindorf Eva-Maria Wurmbach, die er ein Jahr zuvor kennengelernt hatte. Die Tochter des Zoologen Hermann Wurmbach und dessen Frau Maria Wurmbach, geborene Küchenhoff, studierte an der Düsseldorfer Kunstakademie Kunsterziehung. Aus der Ehe gingen die beiden Kinder Boien Wenzel, geboren am 22. Dezember 1961, und Jessyka, geboren am 10. November 1964, hervor. Eine enge Arbeits- und Vertrauensbeziehung entwickelte er mit seinem Privatsekretär Heiner Bastian ab 1968.

### Hochschule und Öffentlichkeit (1960–1975)

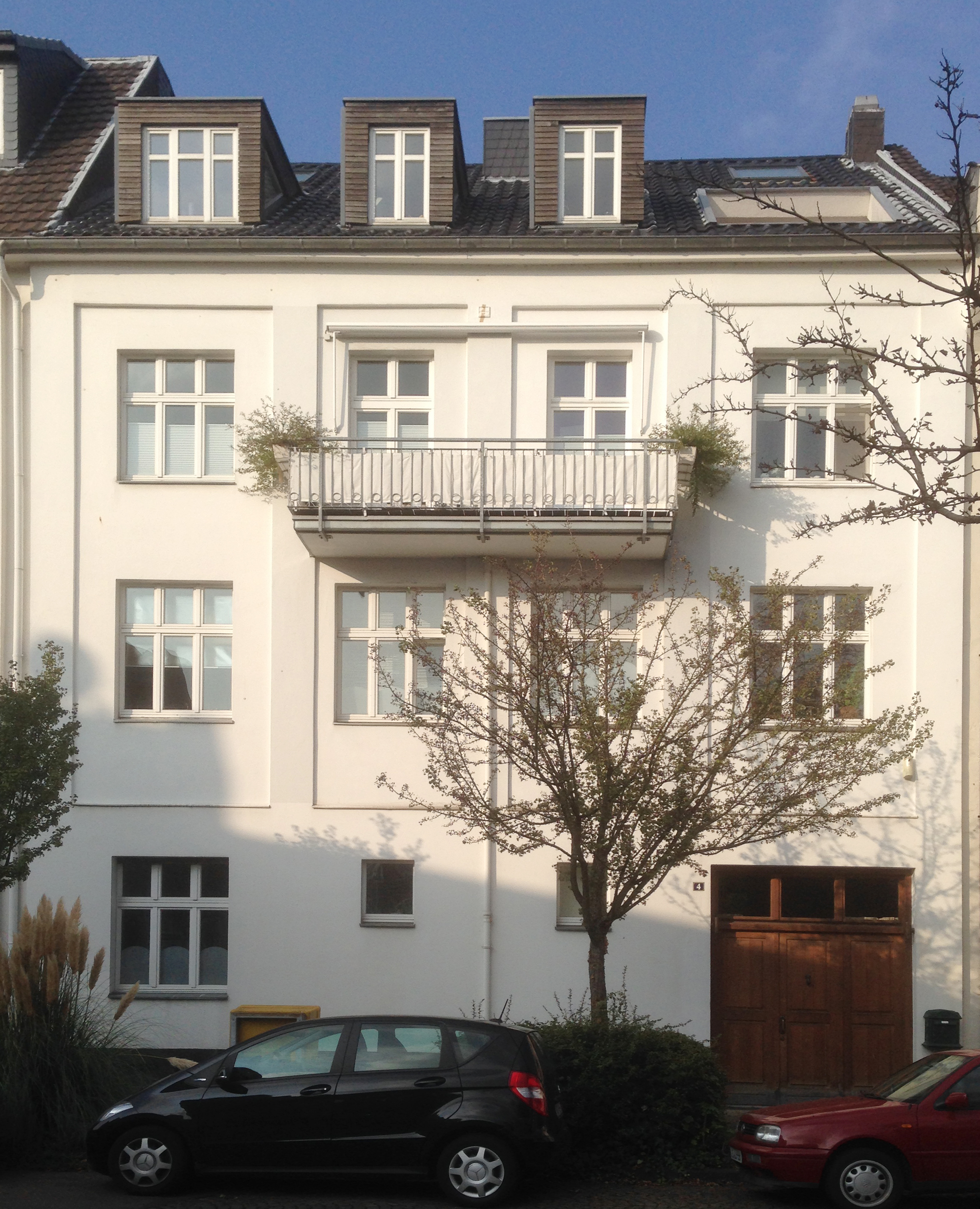
Drakeplatz 4 in Düsseldorf-Oberkassel

Im März 1961 zog Joseph Beuys, unter Beibehaltung seines Klever Ateliers am Tiergarten, nach Düsseldorf-Oberkassel und bezog ein durch Gotthard Graubner vermitteltes Atelier im Haus von Georg Pehle, Sohn des Bildhauers Albert Pehle und Neffen von Walter Ophey, am Oberkassler Drakeplatz 4, wo er bis zu seinem Tod lebte und arbeitete. 1980 bezog er ein nach hinten versetztes Wohnhaus in der Wildenbruchstraße 74 mit Zugang über ein Gittertor und einen Vorhof und angrenzendem ehemaligen Garagengebäude, welches er bis zu seinem Tod 1986 als zweites Atelier nutzte.
1950 hatte Beuys nach einem Entwurf von Ewald Mataré für die Grabstätte eine stehende Grabplatte, eine Schiefertafel in der Gestalt eines großen Vogels, für Ophey und seinen frühzeitig verstorbenen Sohn Ulrich Nikolaus ausgeführt. Die heutige Grabplatte, die in ihrem Ursprungszustand im Jahr 1950 im unteren Teil noch ein Kreuz trug, wurde bis 1978 um die Namen von Opheys Ehefrau Bernhardine Bornemann (1879–1968) sowie Georg und Luise Pehle ergänzt. Sie befindet sich, wie gleichfalls ein für den verstorbenen Karl Wiedehage, ehemaliger Chefarzt am Dominikus-Krankenhaus in Düsseldorf-Heerdt, geschaffenes Grabkreuz von 1970, auf dem Heerdter Friedhof. Wiedehage hatte Beuys Anfang der 1960er Jahre eine Niere entfernen müssen, nachdem er in seinem Klever Atelier, das Beuys bis 1964 nutzte, beim Reinigen des Ofenrohrs gestürzt und mit dem Rücken auf den Rand des Kohleofens gefallen war.

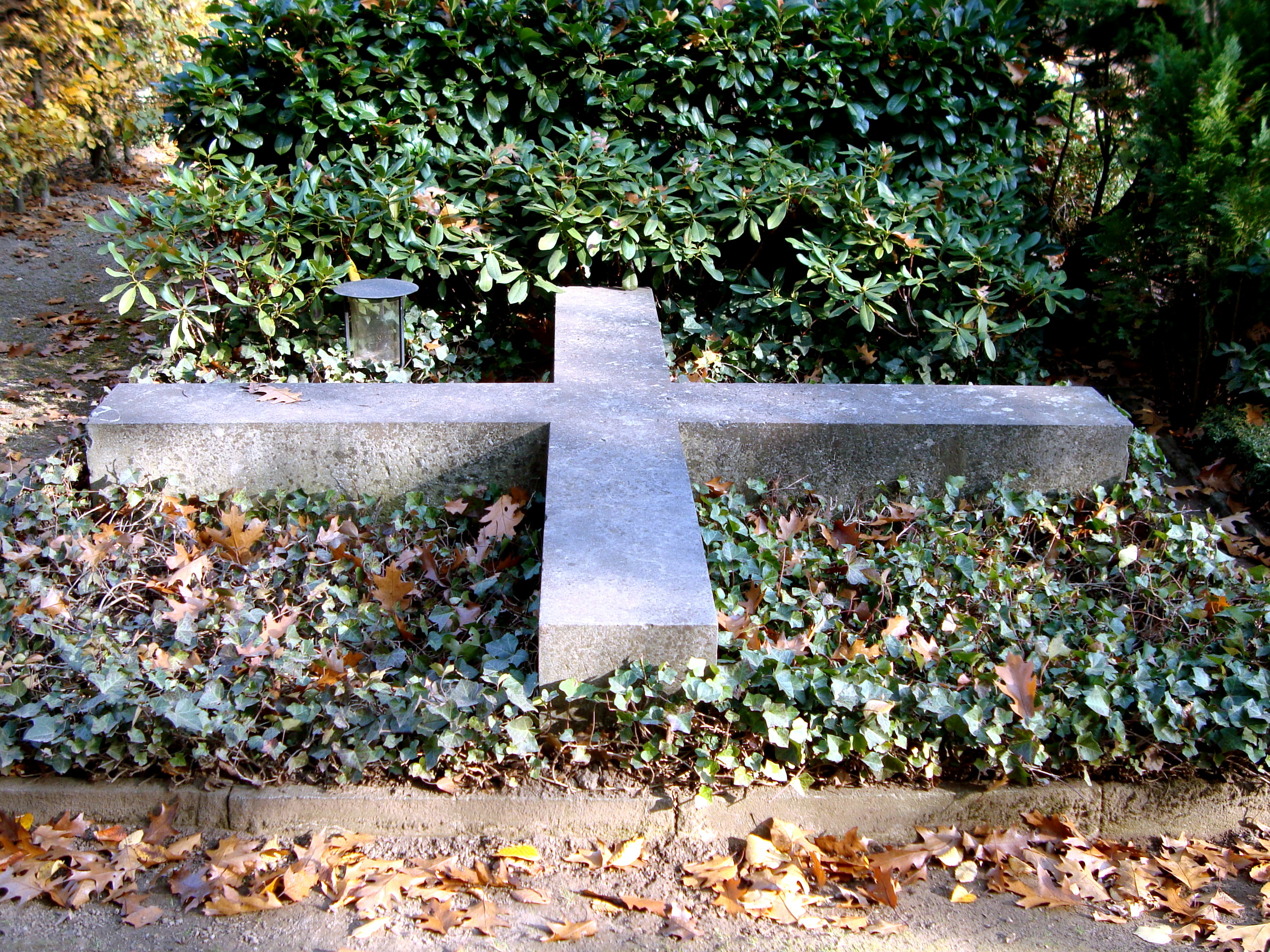
Joseph Beuys: Grabkreuz Karl Wiedehage, 1970, Friedhof Heerdt

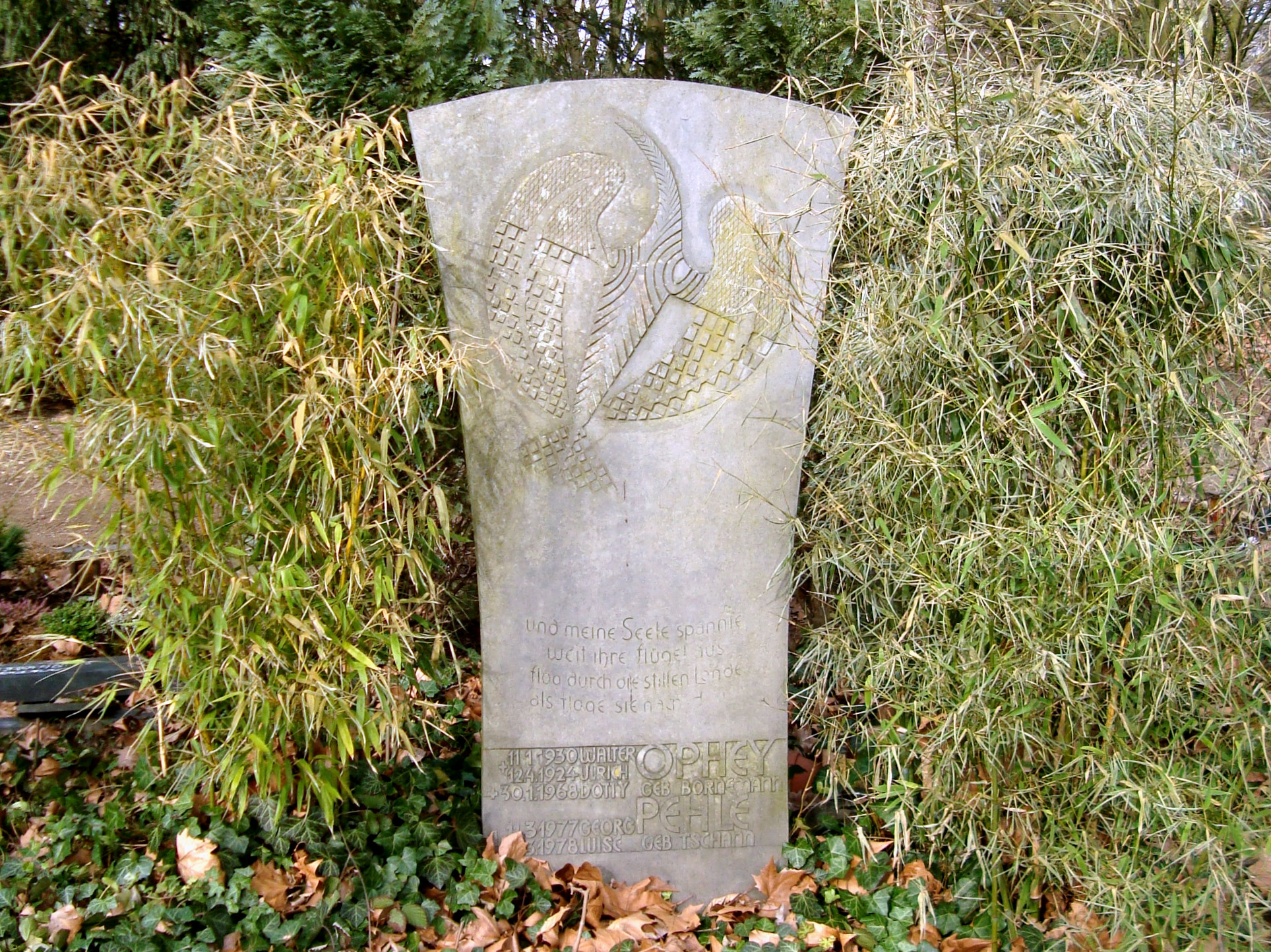
Grabplatte Walter Ophey, 1950, Friedhof Heerdt, Entwurf: Ewald Mataré, Ausführung: Joseph Beuys

Beuys hatte sich bereits 1958 um eine Professur an der Kunstakademie Düsseldorf bemüht, was auf den Widerstand seines Lehrers Mataré stieß. Drei Jahre später, 1961, wurde er mit einstimmigem Beschluss des Akademiekollegiums als Nachfolger von Josef (Sepp) Mages, der seit 1938 die Stelle an der Akademie innehatte, auf den „Lehrstuhl für monumentale Bildhauerei der Staatlichen Kunstakademie Düsseldorf“ berufen, den er am 1. November 1961 antrat und bis 1974 innehatte. Er galt als zuverlässiger, eher strenger Lehrer, der bald mit Aufsehen erregenden Aktionen von sich reden machte, die mit der klassischen Bildhauerei nichts mehr zu tun hatten. So inszenierte er im Februar 1963 in der Aula der Akademie das auf zwei Fluxus-Abende angesetzte FESTUM FLUXORUM FLUXUS, an denen er seine ersten Aktionen durchführte.

#### Der Lehrer

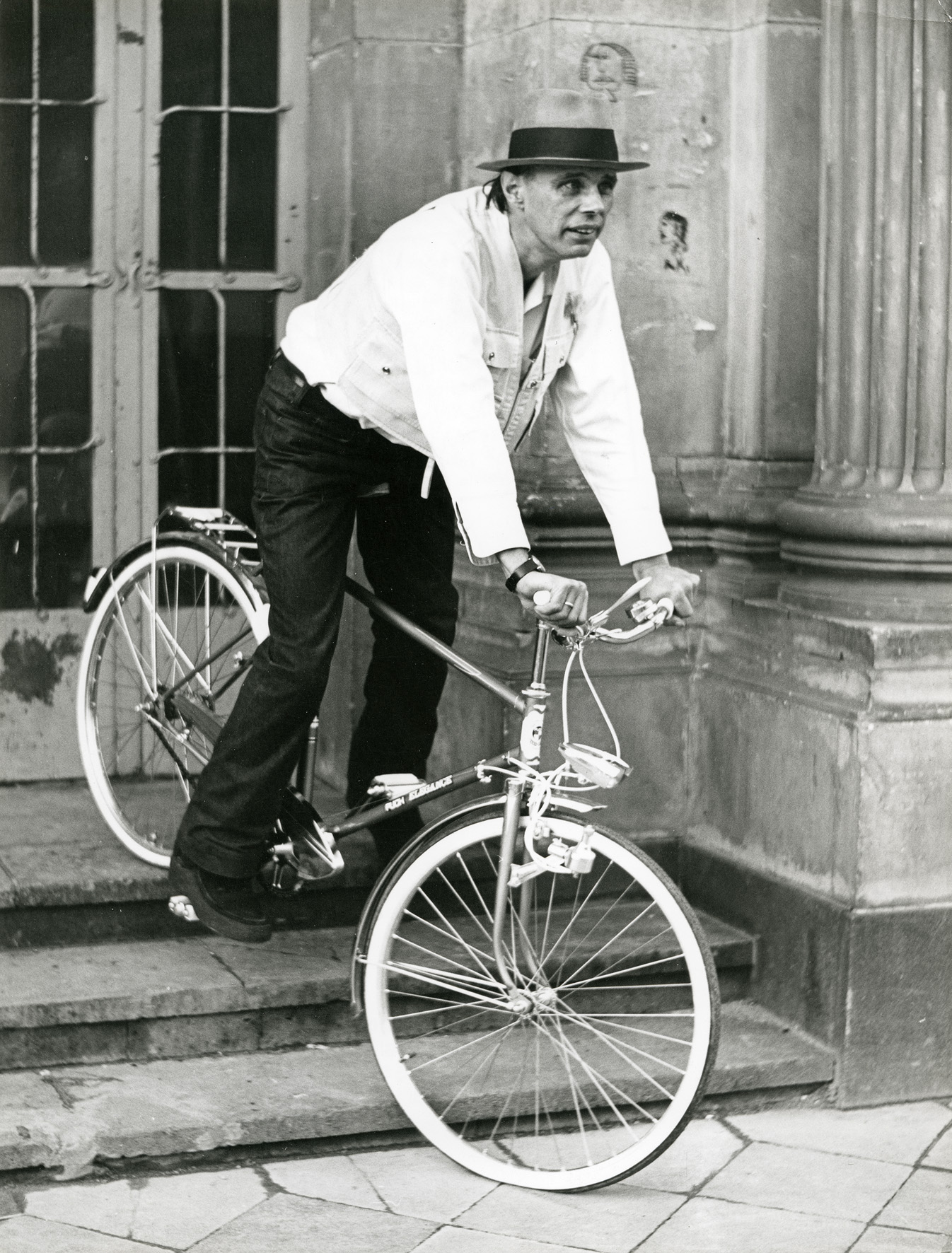
Joseph Beuys am Eingang der Kunstakademie Düsseldorf

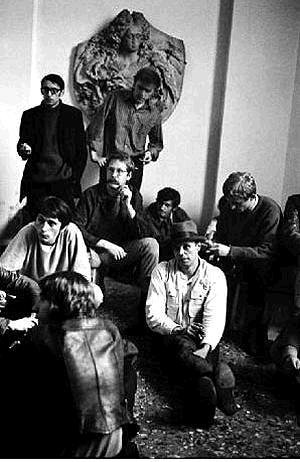
Joseph Beuys im Foyer der Kunstakademie während eines Ringgesprächs mit Studenten 1969. Hinten links stehend H.-J. Kuhna. Mitte des Bildes, hinten hockend, Elias Maria Reti.

Joseph Beuys hatte sich innerlich bereits seit längerem von der gängigen künstlerischen Interpretation dieses Lehrbereiches verabschiedet. Das Ehrenmal von Büderich aus dem Jahr 1959 war der Abschluss seiner konventionellen bildhauerischen Phase. Hinter seinem in den Folgejahren sich immer stärker abzeichnenden erweiterten Kunsthandeln stand die Suche nach einem umfassenden Kunstbegriff für alle Menschen. Mit seiner Entwicklung eines sozialen „erweiterten Kunstbegriffs“ unternahm Beuys den Versuch, an der Struktur der gängigen Bildungs-, Rechts- und Wirtschaftsbegriffe verändernd anzusetzen.
Beuys betreute in den Jahren bis 1975 nicht nur ungewöhnlich viele Studenten, er schaffte es zugleich, eine große Zahl von sehr unterschiedlichen Künstlerpersönlichkeiten erfolgreich auf deren eigene künstlerische Praxis vorzubereiten. Zu diesen zählen nicht nur die „Grenzgänger“ zwischen Performance und Installation, wie beispielsweise Felix Droese und Katharina Sieverding, sondern mit Jörg Immendorff, Axel Kasseböhmer oder Blinky Palermo auch eine Reihe profilierter Maler. Sein jüngster Schüler war Elias Maria Reti, der bereits im Alter von 15 Jahren in seiner Klasse an der Kunstakademie Düsseldorf Kunst studierte.
Joseph Beuys war beinahe täglich präsent in der Akademie, selbst samstags und in den Semesterferien. Ab 1966 veranstaltete er regelmäßig sogenannte Ringgespräche mit seinen Studenten, initiiert von Anatol Herzfeld, in denen in einem vierzehntäglichen Rhythmus Theorien entworfen und diskutiert wurden. Diese Gespräche waren öffentlich und fanden bis zu Beuys’ fristloser Kündigung (s. u.) durch seinen Arbeitgeber, das Wissenschaftsministerium, 1972 statt. Die Hinwendung zur Theorie war anfangs unter den Studenten der ersten Generation durchaus umstritten. An den Ausstellungen der Studenten, den jährlichen Rundgängen zum Ende des Wintersemesters im Februar, nahm er teil.
Beuys war zudem der Meinung, dass jeder, der den Wunsch hat, Kunst zu studieren, nicht durch Zulassungsverfahren, wie zum Beispiel ein Mappenverfahren (der Bewerber musste einen Nachweis seines Talents in Form von Arbeiten vorlegen) oder einen Numerus clausus daran gehindert werden sollte. Seinen Kollegen teilte er mit, dass er alle von anderen Lehrern abgelehnten Bewerber um einen Studienplatz in seine Klasse aufnehmen werde. Mitte Juli 1971 wurden 142 von 232 Bewerbern für ein Lehramtsstudium im normalen Zulassungsverfahren abgelehnt. Am 5. August 1971 verlas Beuys vor der Presse einen öffentlichen Brief, den er am 2. August an den Akademiedirektor geschickt hatte. Alle 142 abgewiesenen Studenten waren von Beuys in seine Klasse aufgenommen worden; er hatte im folgenden Semester etwa 400 Studenten. Am 6. August erläuterte das Wissenschaftsministerium der Presse, dass es diese Zulassung der Studiumsbewerber nicht genehmige und den Bewerbern ein Studium an einer anderen Akademie anbiete.
Am 15. Oktober 1971 besetzte Beuys mit siebzehn Studenten seiner Gruppe das Sekretariat der Akademie. In einem Gespräch mit dem Wissenschaftsminister Johannes Rau erreichte er, dass die Kunstakademie diese Bewerber mit der Empfehlung des Wissenschaftsministeriums aufnahm. Mit Datum vom 21. Oktober teilte das Wissenschaftsministerium Beuys schriftlich mit, dass solche Situationen nicht mehr geduldet würden, doch Beuys nahm diese Warnung nicht ernst.

#### Die Entlassung

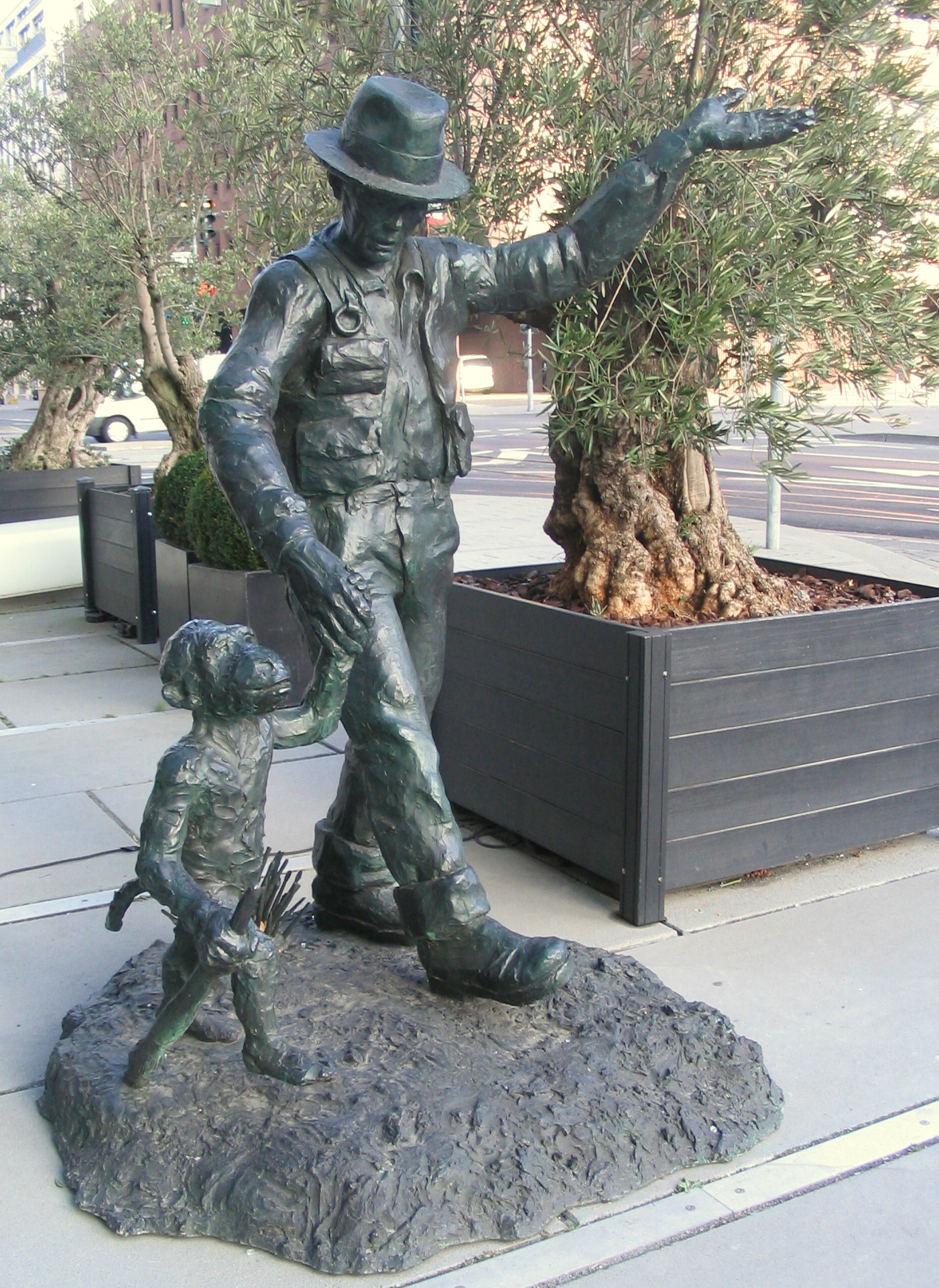
Jörg Immendorff: Affenplastik, 2002, am GAP 15 in Düsseldorf, Beuys mit Schüler Immendorff, der sich selbst als Maleraffen darstellt.

Ende Januar 1972 fand an der Kunstakademie eine Konferenz über ein neues Zulassungsverfahren statt, an der Beuys selbst teilnahm. Die Größe einer Klasse war begrenzt auf 30 Studenten. Im Sommer wurden 227 Studienbewerber aufgenommen, 125 abgewiesen. 1052 Studenten waren an der Düsseldorfer Kunstakademie immatrikuliert, davon 268 in der Klasse Beuys.
Als Beuys mit abgewiesenen Studenten 1972 erneut das Sekretariat der Kunstakademie Düsseldorf besetzte, entließ ihn Minister Rau fristlos. Von Polizisten begleitet, musste Beuys zusammen mit seinen Studenten die Akademie verlassen. Johannes Rau gab am 11. Oktober 1972 eine Pressekonferenz zum Fall Beuys und nannte die Entlassung „das letzte Glied in einer Kette ständiger Konfrontationen.“ In den nachfolgenden Tagen reagierten die Studenten der Akademie mit Hungerstreiks, einem dreitägigen Vorlesungsboykott, Unterschriftenaktionen, Transparenten („1000 Raus ersetzen noch keinen Beuys“) und Informationswänden über die Ereignisse. Zahlreiche Protestbriefe und Telegramme aus aller Welt erreichten das Wissenschaftsministerium. Die Resonanz in Rundfunk, Fernsehen und Presse war groß. In einem offenen Brief forderten Künstlerkollegen, unter ihnen die Schriftsteller Heinrich Böll, Peter Handke, Uwe Johnson und Martin Walser sowie die Künstler Jim Dine, David Hockney, Gerhard Richter und Günther Uecker, die Wiedereinsetzung eines der bedeutendsten Künstler der deutschen Nachkriegszeit. Am 20. Oktober 1973, etwa ein Jahr nach seiner Entlassung, überquerte Beuys in einem von seinem Meisterschüler Anatol Herzfeld gebauten Einbaum den Rhein vom Ufer des Stadtteils Oberkassel zum gegenüberliegenden Ufer, wo sich die Kunstakademie befindet. Diese „Heimholung des Joseph Beuys“ als spektakulärer symbolischer Akt erregte großes öffentliches Interesse. Beuys erhielt Gastprofessuren an der Hochschule für bildende Künste in Hamburg (1974), am Lehrstuhl für Gestaltungslehre der Hochschule für angewandte Kunst in Wien (1978) sowie an der Städelschule in Frankfurt am Main (1980).
Beuys leitete mit einer Klage gegen das Land Nordrhein-Westfalen einen jahrelangen Rechtsstreit ein. Im Jahre 1980 kam es vor dem Bundesarbeitsgericht in Kassel zu einem Vergleich: Beuys durfte bis zur Erreichung des 65. Lebensjahres sein Atelier im „Raum 3“ in der Akademie behalten und den Professorentitel weiterführen, dafür akzeptierte er die Auflösung des Arbeitsverhältnisses. Am 1. November 1980 eröffnete Beuys in seinem Atelier „Raum 3“ eine Geschäftsstelle der von 1974 bis 1988 bestehenden Free International University (FIU). Sie wurde nach Beuys’ Tod aufgelöst.

### Documenta und kommerzieller Erfolg
Nachdem Beuys 1964 an der documenta III in Kassel teilgenommen hatte, auf der er von da an regelmäßig mit seinen Werken vertreten war, folgten Einzelpräsentationen und seine zunehmende Präsenz in der Öffentlichkeit. Mit der Aktion wie man dem toten Hasen die Bilder erklärt eröffnete Joseph Beuys im November 1965 in der von Alfred Schmela geleiteten Galerie Schmela, Düsseldorf, die Einzelausstellung „… irgend ein Strang …“, seine erste Ausstellung in einer kommerziellen Galerie. Das Städtische Museum in Mönchengladbach zeigte von September bis Oktober 1967 die erste umfassende Ausstellung BEUYS. Durch vertragliche Vereinbarung gingen die ausgestellten Arbeiten in den Besitz des Sammlers Karl Ströher über, unter der Voraussetzung, dass der wesentliche Werkteil „geschlossen erhalten bleibt und der Öffentlichkeit zugänglich gemacht wird“. Bei einem der „Rundgänge“ im Februar 1969 in der Kunstakademie Düsseldorf stellte Beuys sein eigenes Werk Revolutionsklavier aus, ein mit etwa 200 roten Nelken und roten Rosen übersätes Instrument. Das Kupferstichkabinett des Kunstmuseums Basel zeigte von Juli bis August 1969 die Ausstellung Joseph Beuys Zeichnungen, kleine Objekte.
Ein entscheidender Durchbruch auf dem Kunstmarkt gelang seinem Galeristen René Block auf dem Kölner Kunstmarkt 1969: Für die Beuyssche Installation The pack (das Rudel), einen alten VW-Bus mit 24 Schlittenobjekten, erzielte er 110.000 DM; die Summe entsprach der, die damals für ein großes Bild von Robert Rauschenberg gezahlt wurde.
Anlässlich der Eröffnung einer Ausstellung von André Masson im Museum am Ostwall in Dortmund fand im April 1970 ein Gespräch zwischen Joseph Beuys und Willy Brandt statt. Beuys regte an, wenigstens einmal monatlich Künstlern das Fernsehen als Diskussionsforum zur Verfügung zu stellen, damit die breite Öffentlichkeit die Ideen der wahren Opposition kennenlernen könne. Sinn war, dass diese Opposition effektive Möglichkeiten bekäme, um ihre gesellschaftspolitischen Vorstellungen präzisieren zu können, denn sie habe, so der Künstler, „keine andere Informationsebene als die Straße“, und deshalb bitte er, nicht für sich, „um eine entsprechende Befreiung der Medien.“ Brandt leuchtete dies ein, er meinte jedoch, er könne nicht dafür eintreten, dass die Kunst „kraft eines politischen Amtes irgendwie zur […] Propaganda“ werde. Eine zweitägige Arbeitskonferenz zwischen Joseph Beuys, Erwin Heerich und Klaus Staeck fand im September 1971 in Heidelberg statt. Ziel war es, ein Konzept für die Organisation eines „internationalen freien Kunstmarkts“ zu erarbeiten. Als Ergebnis fand im Oktober 1971 ein „2. internationales Meeting freier Kunstmarkt“ in der Kunsthalle Düsseldorf statt.

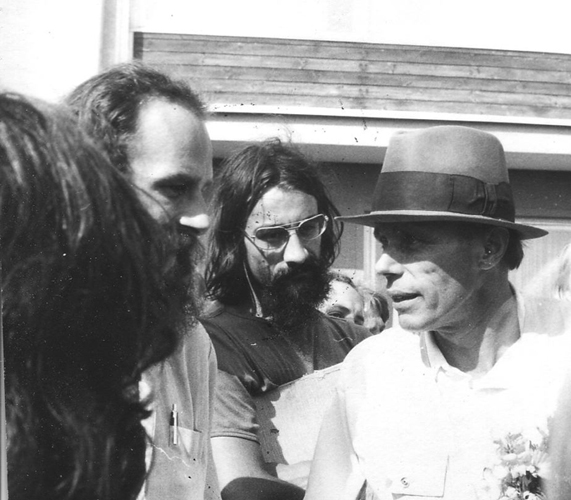
Joseph Beuys 1973

Zur documenta 5 im Jahre 1972 entstand Beuys’ Arbeit Dürer, ich führe persönlich Baader + Meinhof durch die Documenta V, die unter dem Aspekt einer künstlerischen Betrachtung des beginnenden Terrors der Baader-Meinhof-Gruppe entstand. Im Juni 1972 fand am Eröffnungstag der Ausstellung Arena, bei der Beuys 264 Fotodokumente seiner autobiografischen Wirkungsgeschichte in der Form einer Arena anordnete, die Aktion Vitex Agnus Castus bei Lucio Amelio in der Modern Art Agency in Neapel statt. Die Ausstellung wurde einige Monate später unter dem Titel Arena – dove sarei arrivato se fossi stato intelligente! (deutsch: Arena – wo wäre ich hingekommen, wenn ich intelligent gewesen wäre!) in der Galleria l’Attico in Rom gezeigt, bei welcher der Künstler die spontane Aktion Anacharsis Cloots aufführte. Benannt wurde sie nach der von ihm verehrten und als sein Alter Ego genutzten Persönlichkeit Anacharsis Cloots, der seine Jugend auf Schloss Gnadenthal verbrachte und sich später „Redner des Menschengeschlechtes“ nannte. Beuys, der sich in Identifizierung mit Cloots zeitweise „Josephanacharsis Clootsbeuys“ nannte, rezitierte während der Aktion Auszüge aus einer 1865 erschienenen und von Carl Richter dargestellten Biografie dieses Revolutionärs des 18. Jahrhunderts, der 1794 in Frankreich unter der Guillotine starb.

### Internationale Präsenz und Preise (1975–1986)
Im Januar 1974 reiste Beuys zum ersten Mal in die USA. Der Galerist Ronald Feldman, New York, hatte für ihn eine zehntägige Vortragstournee durch die Vereinigten Staaten unter dem Titel Energy Plan for the Western Man organisiert. Vor zahlreichen Zuhörern in den Kunsthochschulen von New York, Chicago und Minneapolis sprach er unter anderem über die „ganze Frage der Möglichkeit, dass jedermann nun seine eigene besondere Art von Kunst, seine eigene Arbeit, für die neue soziale Organisation“ machen solle.
Auf der 37. Biennale in Venedig 1976 war Beuys mit der Installation Straßenbahnhaltestelle / Tram Stop / Fermata del Tram, 1961–1976, im deutschen Pavillon vertreten. Am 16. März 1977 installierte Beuys in der Nationalgalerie Berlin die Arbeit Richtkräfte – 100 Tafeln, bei denen auf einer an den Enden einer Linie die Worte „east“ und „west“ geschrieben waren und in der Mitte über einer Trennlinie die Worte „Eurasia“ und „Berlin wall“ – die Mauer als Linie der Trennung zweier unterschiedlicher Denksphären, die Beuys als „westlichen Privatkapitalismus“ und „östlichen Staatskapitalismus“ bezeichnete. Am selben Abend fand eine öffentliche Diskussion statt, bei der Beuys einen Rucksack auf dem Rücken trug, eine Anspielung auf den wandernden Hirten. Auf der documenta 6 1977 war Beuys 100 Tage mit der Honigpumpe am Arbeitsplatz vertreten. Gleichzeitig schuf er für den Projektbereich der Ausstellung „Skulptur“ in Münster die ortsspezifische Arbeit Unschlitt/Tallow (Wärmeskulptur auf Zeit hin angelegt), die sich heute als Teil der Sammlung Marx im Hamburger Bahnhof – Nationalgalerie der Gegenwart in Berlin befindet.

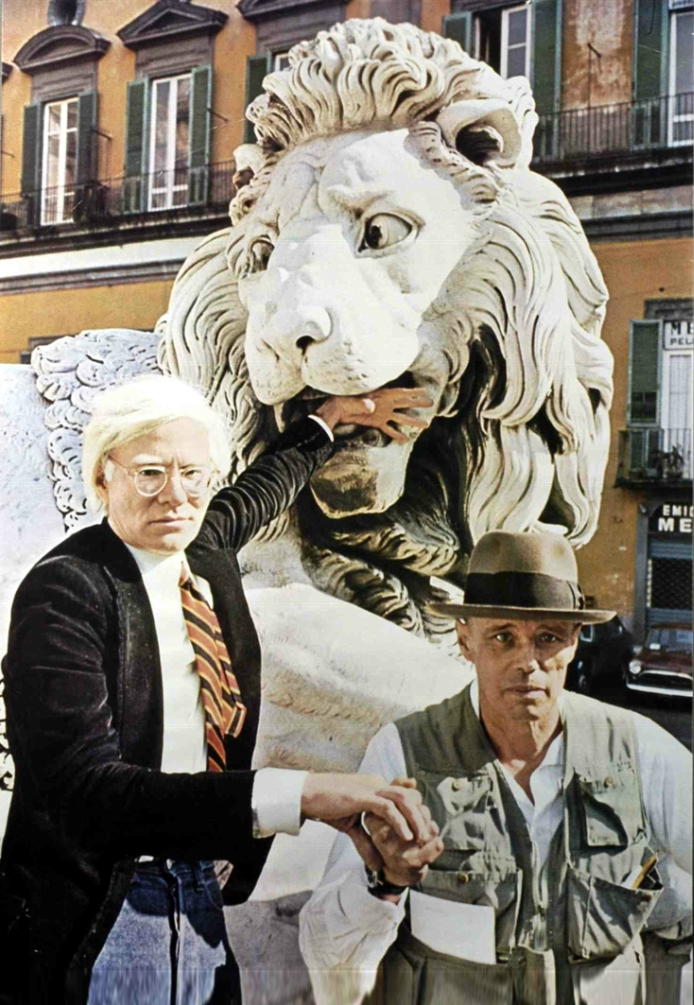
Andy Warhol und Joseph Beuys, Neapel 1980. Foto: Mimmo Jodice

Im Mai 1979 traf er in der Galerie Denise René/Hans Mayer in Düsseldorf zum ersten Mal Andy Warhol, der dort gerade eine Ausstellung seiner neuen Bilder zeigte. Bei diesem Treffen fertigte Warhol ein Polaroid von Beuys an, das die Vorlage für mehrere mit Diamantstaub (Diamond-Dust) bearbeitete Serigraphien wurde. Beide Künstler, die vom Kunstmarkt als zwei konträre Stars betrachtet wurden, begegneten sich am 7. November 1979 anlässlich der Eröffnung der Ausstellung Kunst = Kapital – Joseph Beuys, Robert Rauschenberg, Andy Warhol, zu der die Zeitschrift Capital eingeladen hatte, erneut in der Galerie Hans Mayer. Vom 2. November 1979 bis 2. Januar 1980 widmete ihm das New Yorker Guggenheim-Museum als erstem Deutschen eine umfangreiche Retrospektive, Beuys war zu der Zeit 58 Jahre alt.
Am 1. April 1980 trafen sich Beuys und Warhol in der Galerie Lucio Amelio in Neapel, wo Andy Warhol in der Ausstellung Joseph Beuys by Andy Warhol seine neuen Siebdruckporträts mit dem Titel Joseph Beuys zeigte. Im April 1981 hielt sich Beuys in Rom auf, um im Palazzo Braschi die Aktionsplastik Terremoto herzustellen. Im selben Monat entstand in Italien eine weitere Arbeit, Terremoto in Palazzo, anlässlich einer Ausstellung in Neapel zugunsten der Opfer des verheerenden Erdbebens in Neapel vom 23. November 1980; 1983 stellte der Künstler ein Multiple unter gleichem Titel als Farboffset-Serie her.
Im August 1981 reiste er mit seiner Familie mit einem Wohnmobil durch Polen, um jene Orte, die er als junger Soldat schon kennengelernt hatte, zu besuchen. In Łódź überließ er dem Muzeum Sztuki 800 seiner Zeichnungen, Grafiken, Poster, Texte und Manifeste als Schenkung. Von Oktober bis Dezember 1981 fand die erste Beuys-Ausstellung in der DDR statt. In der Ständigen Vertretung der Bundesrepublik Deutschland in Ost-Berlin wurden Multiples aus der Sammlung Günter Ulbricht, Düsseldorf, gezeigt.

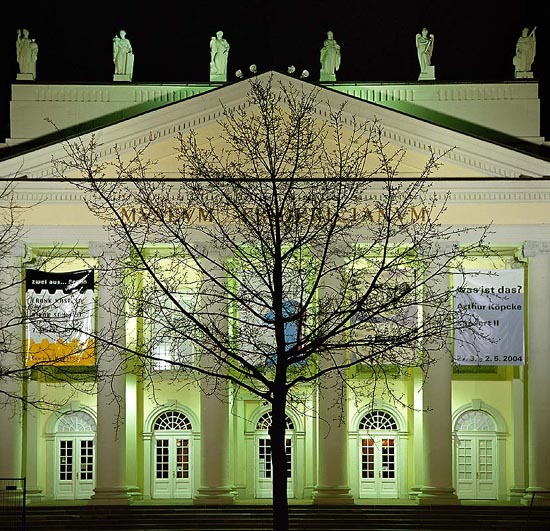
Stadtverwaldung statt Stadtverwaltung (7000 Eichen): Die erste von Beuys gepflanzte Eiche vor dem Fridericianum (Kassel)

Auf der documenta 7 1982 in Kassel setzte Beuys seine Skulptur Stadtverwaldung statt Stadtverwaltung (7000 Eichen) in die Tat um. Das Ende der aufwändigen Pflanzaktion erlebte Beuys nicht mehr. Bis zu seinem Tod waren erst 5500 Eichen, zu denen jeweils eine Basaltstele gesetzt wurde, gepflanzt. Den letzten Baum pflanzte sein Sohn Wenzel während der documenta 8 am 12. Juni 1987. Die Baum-Stein-Paare sind im Stadtbild bis heute präsent.
Beuys hatte die Idee, eine ständige Konferenz zu Fragen der Menschheit mit dem Dalai Lama zu organisieren und eine Kooperation mit ihm zu beginnen. Am 27. Oktober 1982 trafen sie sich zu einem Gespräch in Bonn. Organisiert wurde dieses Treffen von der Niederländerin Louwrien Wijers, die meinte, Beuys’ Vision, Politik zur Kunst zu machen, müsse den Dalai Lama interessieren. Das Gespräch, das eine Stunde dauerte, ist nicht publiziert und aufgezeichnet worden. Überliefert ist nur, dass fast ausschließlich Joseph Beuys gesprochen habe. Er habe dem Dalai Lama seine Vision einer „weltweiten Sozialen Plastik“ unterbreitet. Darüber hinaus plante er, den Chinesen, die 1949 Tibet okkupiert hatten, einen Wirtschaftsplan für Tibet vorzulegen.
Im Herbst 1982 hatte Beuys auf der Zeitgeist-Ausstellung im Martin-Gropius-Bau in Berlin ein bedeutendes Werkensemble mit dem Titel „Hirschdenkmäler“ ausgestellt; dessen Bestandteile sind in das Environment Blitzschlag mit Lichtschein auf Hirsch eingeflossen, das 1987 von der Stadt Frankfurt am Main erworben wurde und sich heute im Museum für Moderne Kunst (MMK) befindet. Von der Hamburger Kulturbehörde erging im Frühjahr 1983 ein Planungsauftrag für die Spülfelder in Altenwerder an den Künstler, die heute als Containerterminal dienen. Beuys entwickelte ein Bepflanzungskonzept; das Projekt Gesamtkunstwerk Freie und Hansestadt Hamburg wurde schließlich im Juli 1984 vom Senat der Stadt Hamburg abgelehnt.

### Späte Jahre und Tod

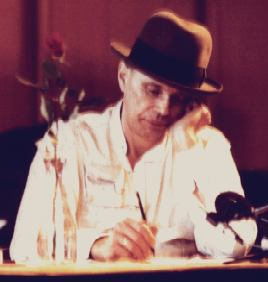
Joseph Beuys 1985

Die Gemeinde Bolognano ernannte Joseph Beuys im Mai 1984 zum Ehrenbürger, nachdem er zwischen dem 11. und 14. Mai die ersten 400 von 7000 Bäumen und Sträuchern für die Errichtung eines Naturschutzgebiets in der Gemeinde gepflanzt hatte. Im selben Jahr wurden in Tokio zwei Ausstellungen eröffnet, die der mittlerweile gesundheitlich schwer angeschlagene Künstler selbst vorbereitete. Die eine fand vom 15. Mai bis 17. Juli 1984 in der Galerie Watari statt: Joseph Beuys & Nam June Paik; die andere mit Werken aus der Sammlung Ulbricht schloss sich vom 2. Juni bis 2. Juli 1984 im Seibu-Museum an. Beuys beteiligte sich mit der Installation Wirtschaftswerte, 1980, an der Ausstellung von hier aus – Zwei Monate neue deutsche Kunst in Düsseldorf, die von September bis Dezember 1984 stattfand.
Am 12. Januar 1985 beteiligte sich Beuys, gemeinsam mit Andy Warhol und dem japanischen Künstler Kaii Higashiyama, am „Global-Art-Fusion“-Projekt. Dies war ein vom Konzeptkünstler Ueli Fuchser initiiertes und interkontinental ausgelegtes FAX-ART-Projekt, bei dem ein Fax mit Zeichnungen aller drei beteiligten Künstler innerhalb von 32 Minuten um die Welt geschickt wurde – von Düsseldorf über New York nach Tokyo, empfangen im Wiener Palais-Liechtenstein. Dieses Fax sollte ein Zeichen des Friedens während des Kalten Krieges darstellen. Ende Mai 1985 erkrankte Joseph Beuys an einer interstitiellen Pneumonie. Bei einem Genesungsaufenthalt in Neapel und auf Capri im September 1985 entstand die Skulptur Scala Libera, 1985, sowie ein Prototyp der Capri-Batterie. Kurz vor seinem Tod hielt der Künstler am 20. November 1985 mit „Sprechen über das eigene Land: Deutschland“ eine Grundsatzrede in den Münchner Kammerspielen. Er thematisierte dabei noch einmal seine Theorie, dass „jeder Mensch ein Künstler“ sei. Die letzte von Joseph Beuys eingerichtete Installation, Palazzo Regale, wurde von Dezember 1985 bis Mai 1986 im Museo di Capodimonte in Neapel gezeigt. Im Januar 1986 wurde ihm der angesehene Wilhelm-Lehmbruck-Preis der Stadt Duisburg verliehen. Elf Tage später, am 23. Januar, starb Joseph Beuys mit 64 Jahren in seinem Atelier am Drakeplatz 4 in Düsseldorf-Oberkassel nach einer Entzündung des Lungengewebes an Herzversagen. Er wurde am 14. April 1986 auf See bestattet. Das deutsche Motorschiff Sueño (deutsch: „Traum“) mit Heimathafen Meldorf fuhr auf Position 54° 7′ 5″ N, 8° 22′ 0″ O, wo seine Asche der Nordsee übergeben wurde.

## Die Person Beuys
Die tägliche Anwesenheit in der Akademie, die Auskunftsfreude gegenüber Presse, Hörfunk und Fernsehen und die Schonungslosigkeit, mit der sich Beuys in seinen Kunstaktionen bis zum gesundheitlichen Raubbau zu präsentieren schien, prägten das Bild von der Person des Künstlers.
An den Akademien war es in den 1960er Jahren keineswegs üblich, dass der Lehrer seinen Studenten täglich zur Verfügung stand und die eigene künstlerische Arbeit mit der Ausbildung der Studenten zu verbinden suchte; dies blieb auch später die Ausnahme. Ausstellungen fanden in der Tagespresse gewöhnlich wenig Resonanz, die Gegenwartskunst hatte ihre Fachkreise und ihr begrenztes Galeriepublikum. Kataloge zeigten keine Fotos der Künstler. Die Kunstaktionen der 1960er Jahre erlaubten der Presse und dem Fernsehen erstmals interessante Bilder in Schwarzweiß; die Aktionen von Joseph Beuys gaben in ihren seinerzeit als ungewöhnlich bis Ärgernis erregend empfundenen Formen Anlass, die Person des Künstlers ins Bild zu setzen. Nach der spektakulären Rheinüberquerung 1973 war die an sich unscheinbare, aber wenig honorige Kleidung des Künstlers, bestehend aus Jeans, weißem Hemd mit Anglerweste und Filzhut, zum Markenzeichen avanciert, das Beuys weiterhin nicht nur für die mediale Verbreitung seiner Ideen, sondern nach 1980 auch für seinen Auftritt auf der politischen Bühne einsetzte. Das nur schwer abzubildende Werk des Künstlers wurde ersetzt durch das Bild des „Mannes mit dem Filzhut“.
Die polarisierende Wirkung, die von Beuys’ Arbeiten ausging, übertrug sich auf die Wahrnehmung seiner Person. Die Kritiker sprachen despektierlich von einem „Scharlatan“ oder „Schamanen“, begeisterte Anhänger hielten ihn für einen „Leonardo da Vinci der Gegenwart“. Die Fülle der Aussagen, die Beuys der Öffentlichkeit übermittelte, gaben ebenso hinreichend Anlass für Zuschreibungen seiner Person. Wegen seiner Reflexionen über ein zentrales Motiv der Kunst, den Tod, nannte man ihn einen „Schmerzensmann der Kunst“.

„Er tat in Wahrheit immer das Andere, immer das was scheinbar abwegig war – 100 Tage auf der documenta reden, sich in Filz einwickeln, stundenlang auf einem Fleck stehen, mit einem Kojoten zusammenleben, Leuten die Füße waschen, Gelatine von der Wand nehmen, den Wald fegen, dem toten Hasen die Bilder erklären, eine Partei der Tiere gründen und das Messer verbinden, als er sich in den Finger geschnitten hatte.“

## Werk
Das umfangreiche Werk von Joseph Beuys umfasst im Wesentlichen vier Bereiche: materielle Arbeiten im traditionellen künstlerischen Sinne (Malerei und Zeichnungen, Objekte und Installationen), progressive Arbeiten, die Aktionen, die Kunsttheorie mit Lehrtätigkeit sowie seine sozial-politischen Aktivitäten.

### Lebenslauf-Werklauf
Ab 1961 begann Beuys mit seinem Lebenslauf-Werklauf, in der er unter anderem Erfahrungen und Erinnerungen der Kindheit, Jugend und Soldatenzeit einfließen ließ, in literarisch-künstlerischer Form eine Art „Dichtung und Wahrheit“ seiner Künstlervita zu entwerfen. Diese Eigendarstellung war auch als Kontrastprogramm zu den von Galerien und Museen erwarteten Lebensläufen der Künstler konzipiert. Beuys machte so aus seiner Biografie selbst ein Kunstwerk und „zeichnete“ eine Parallele zwischen seinem Leben und seiner Kunst.

### Zeichnungen und Partituren
Zeichnungen und Partituren
 Externe Weblinks
- Fe, 1951 (Memento vom 9. November 2012 im Internet Archive)
- unbetitelt, 1958 (Memento vom 9. November 2012 im Internet Archive)
- Minneapolis Fragment, 1977

Das zeichnerische Werk beinhaltet eine eigene Bildsprache und führte von der frühen Naturstudie bis hin zu den späten handschriftlichen Tafeldiagrammen, die er in seine Aktionen, Installationen und Diskussionsrunden miteinbezog. Seine zeichnerischen Arbeiten hatten anfangs meist einen filigranen Duktus, manchmal glichen die Zeichnungen vereinfachten Studien. Er fertigte sie gern auf alltäglichen vorgefundenen Materialien an.
In den frühen 1940er und 1950er Jahre entstanden zahlreiche Zeichnungen, die sich mit Objekten oder plastischen Werken in Verbindung bringen lassen, wobei Beuys zumeist Mischtechniken aus Aquarell und Bleistift verwendete. Darunter finden sich mit zartem Strich skizzierte Frauenakte und Tierstudien von zumeist hasen- oder hirschähnlichen Wesen. In späteren Arbeiten setzte er sich inhaltlich mit Phänomenen der Erkenntnistheorie und der energetischen oder morphologischen Transformation auseinander, denen Entwürfe neuer sozialer Strukturen folgten.
Die nach 1964 entstandenen Arbeiten auf Papier verstand Beuys als so genannte „Partituren“. Sie standen in engem Zusammenhang mit den in den 1960er und frühen 1970er Jahren durchgeführten Aktionen, besaßen einen eher funktionalen Charakter und sind „im Sinne bildkünstlerischer Praxis als Vorarbeiten zum eigentlichen Werk zu verstehen.“ Die bei seinen zahlreichen Vorträgen entstandenen Kreidezeichnungen auf Schultafeln hatten gleichfalls den Charakter der Partitur. In ihnen klingt einerseits der musikalische und rhythmische Aspekt dieser Zeichnungen durch, andererseits geben sie Hinweis auf die Requisiten, die er in seinen Aktionen benutzte. Die „Diagramme“ der 1970er Jahre dokumentieren eine immer intensivere Auseinandersetzung für die Idee einer Sozialen Skulptur und haben mitunter „den Charakter von Protokollen seiner pädagogischen Bemühungen.“ In ihnen werden strukturelle Bezüge hergestellt, die aufzeigen, dass das Werk von Beuys nicht nur den Dialog mit den Zeichen und der Bildkultur sucht, sondern auch eine Auseinandersetzung mit der Philosophie, der Literatur, der Natur- und den Sozialwissenschaften. Es „motivierten ihn sowohl die Erscheinungen der Natur als auch innere Bilder und Ideen zum Zeichnen: Gedankengut des deutschen Idealismus, der Frühromantik, der Aufklärung, der Philosophie des 19. und 20. Jahrhunderts.“

### Fluxus und Aktionskunst
Fluxus und Aktionskunst
 Externe Weblinks
- Eurasienstab, Fluxorum organum opus 39, 1968
- Titus Andronicus / Iphigenie, 1969
- I like America and America likes Me, 1974

Fluxus, Aktionskunst und Happening waren vorrangig Kunsterscheinungen der ausgehenden 1950er Jahre, die in den 1960er Jahren ihren Höhepunkt erreichten. Im Fluxus wirkten erstmals europäische und amerikanische Künstler in einer gemeinsamen Bewegung zusammen. In Düsseldorf wohnte Beuys am 13. November 1959 in Jean-Pierre Wilhelms und Manfred de la Mottes Galerie 22 in der Kaiserstraße 22 der Performance Hommage à John Cage bei, bei der der aus Korea stammende US-amerikanische Künstler Nam June Paik nicht nur Alltagsgegenstände und technische Apparate wie Spielkarten, Verpackungskartons, Blechspielzeuge, Kofferradio und Tonbandgerät zur Musikerzeugung heranzog, sondern auch in absurder und destruktiver Weise gegen traditionelle Musikinstrumente wie ein Klavier vorging.
Nachdem Beuys am 5. Juli 1961 auf der Vernissage der Ausstellung ZERO. Edition, Exposition, Demonstration in der Galerie Schmela erstmals persönlich auf Nam June Paik und ein Jahr später auf George Maciunas getroffen war, führte er rund dreißig große Aktionen durch. Es begann mit dem Jahr 1962, in dem er Ideen für ein Erdklavier entwickelte. Die meisten dieser Aktionen verwirklichte Joseph Beuys in den 1960er Jahren, etwa 1963 die Sibirische Symphonie 1. Satz und die Komposition für 2 Musikanten auf dem Festum Fluxorum Fluxus. Einen selbst ausgedachten und mit der eigenen Person und ihrem Körper durchgeführten Ablauf einem Publikum zu präsentieren, war durch die Futuristen, die Dadaisten und die Happenings bereits vorweggenommen worden. Die Beuysschen Aktionen gelten als Kern seines Werks, da er sie mit einer plastischen Theorie überzogen habe, indem er der „Wärme“ und der „Kälte“, die er als „polare Grundprinzipien“ erkannte, Materialien, wie zum Beispiel Fett oder Filz, den Beuys seit den 1960er Jahren von den Vereinigten Filzfabriken AG in Giengen an der Brenz bezog, zuordnete. Der Einsatz der eigenen Person zeige neben klanglichen und akustischen Signalen die Intention, einen herkömmlichen Kunstbegriff zu einer „erweiterten Kunst“ zu öffnen, welche die „Einheit der Gattungen“ spiegele. Der besondere Aspekt der „Bewegung“ verdeutliche einen „nomadischen Habitus“ (Beuys) und damit ein Lebens- und Werkprinzip des Künstlers.

#### Erste Fluxusaktionen
Die ersten Fluxusaktionen von Beuys fanden zunächst wenig Beachtung in der breiten Öffentlichkeit, dennoch schaffte es der Künstler, mit seinen kontrovers diskutierten Aktionen und Installationen in kurzer Zeit internationales Ansehen zu erlangen, und rangierte alsbald an erster Stelle der deutschen Kunstszene. Im Unterschied zum Happening bezog Beuys sein Publikum nicht direkt ein, verstand es jedoch, Publikumsreaktionen in seine Performances einzubinden: Bei einer Aktion auf dem „Festival der neuen Kunst“ in Aachen am 20. Juli 1964 wurde ihm von einem aufgebrachten Studenten die Nase blutig geschlagen. Obwohl ihm das Blut herunterfloss, bezog er den Angriff spontan in die Aktion mit ein und ergriff ein Kruzifix, um es „dem empörten Publikum demonstrativ vor die Nase zu halten.“ Ein Foto dieser Aktion von Heinrich Riebesehl kursierte bald in der deutschen Presse.

#### Aktionen mit Symbolcharakter
Während des 24-Stunden-Happenings im Juni 1965 in der Wuppertaler Galerie Parnass des Galeristen Rolf Jährling brachte er in seiner Aktion und in uns … unter uns … landunter durch die Verwendung der ursprünglich der Arte Povera zugehörigen Materialien Honig, Fett, Filz und Kupfer ein symbolträchtiges „Dingvokabular“ künstlerisch zur Anschauung, das er in dieser Aktion mit den Bedeutungen „Energiespeicherung“, „Spannung“ und „Kreativität“ belegte. Weitere Aktionen mit Titeln wie Wie man dem toten Hasen die Bilder erklärt, 1965, Infiltration Homogen für Konzertflügel, 1966, EURASIA, 1966, Manresa, 1966, und Titus Andronicus / Iphigenie, 1969, folgten. In der Aktion I like America and America likes Me im Jahr 1974 verbrachte er drei Tage mit einem von nordamerikanischen Ureinwohnern als heilig verehrten Kojoten in den Räumen der New Yorker Galerie von René Block. Insbesondere die Aktion mit dem Kojoten, in zahlreichen Fotografien dokumentiert, trug viel zum Beuysschen Nimbus des „Schamanen“ bei, da der Künstler darin das medienwirksame Bild eines „Heiligen Mannes“ bot, der eine rätselhaft-animistische Liturgie ausübt. Insofern hatte Beuys’ Kunst auch eine Bedeutung für die seelischen Bereiche, die empfänglich für Mythen, Magie, Riten und schamanistischen Zauber sind. Beuys lehnte die Interpretation seiner Werke ebenso wie auch die Selbstinterpretation als „unkünstlerisch“ ab. „Wenn auch das Kunstwerk das größte Rätsel ist, der Mensch ist die Lösung“ sagte er und beließ es dabei.

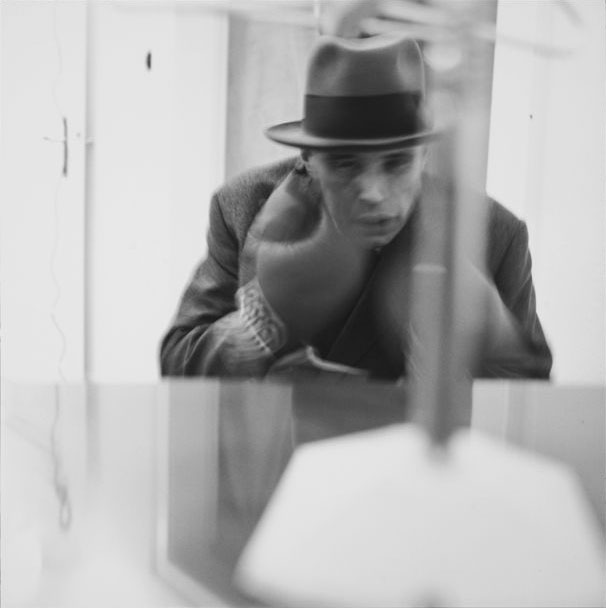
Joseph Beuys während der Aktion Filz-TV, Kopenhagen 1966, Foto: Lothar Wolleh

Seine Aktionen plante der Künstler stets akribisch: er machte im Vorfeld zahlreiche Partituren und notierte seine Ideen; dabei überließ er trotz aller Spontaneität nichts dem Zufall, was in dem Filmdokument EURASIENSTAB (Antwerpen 1968) deutlich wird: Der Zuschauer sieht Beuys oft auf seine Armbanduhr schauen, um seine Handlungen genau mit der Orgelmusik des mitwirkenden Komponisten Henning Christiansen abzustimmen.
Mit Christiansen führte Beuys auch Celtic (Kinloch Rannoch) Scottish Symphony vom 26. bis zum 30. August 1970 in Edinburgh auf. Die Aufführung war Teil des Festivals Strategy: Get Arts (Contemporary Art from Düsseldorf, presented at Edinburgh College of Art by the RDG in association with Kunsthalle Düsseldorf, for the Edinburgh International Festival.)
Mit der Planung und Umsetzung der Kasseler Stadtverwaldungsaktion 7000 Eichen verwirklichte Beuys eine soziale Kunst in Form eines Landschaftskunstwerks, in dem Leben, Kunst, Politik und Gesellschaft eine Einheit bilden. Um mit dieser Aktion die Stadt Kassel zur documenta 7 tatsächlich begrünen zu können, musste er eine organisatorische Mammutaufgabe bewältigen. Im Lauf der Aktion machte er die Erfahrung, dass seine Sammler ihn bei der Finanzierung dieser Aktion nicht ausreichend unterstützten, obwohl sie bisher eine enorme Wertsteigerung seiner Werke erlebt hatten. Um tatsächlich die notwendigen 3,5 Millionen DM aufzubringen, ging Beuys so weit, in einem Werbespot der japanischen Whiskymarke Nikka aufzutreten. Der Satz: „Ich habe mich vergewissert, der Whisky war wirklich gut.“ brachte allein 400.000 DM. Beuys kommentierte diesen Einsatz mit der Bemerkung: „Ich habe mein ganzes Leben lang geworben, aber man sollte sich mal dafür interessieren, wofür ich geworben habe.“

#### Multimediale Ausdrucksformen
Viele Kunstaktionen von Joseph Beuys wurden von Fotografen, wie zum Beispiel Gianfranco Gorgoni, Bernd Jansen, Ute Klophaus oder Lothar Wolleh, im Bild festgehalten. Beuys verwendete diese Fotografien teilweise als positive sowie als negative Reproduktionen für seine Multiples. In späteren Fluxusaktionen setzte Beuys tonale und atonale Kompositionen und Geräuschcollagen ein, wobei er Mikrophone, Tonbandgeräte, Rückkopplungen, verschiedenen Musikinstrumente und seine eigenen Stimme einbrachte. Er arbeitete dabei zusammen mit anderen Künstlern, zum Beispiel mit Henning Christiansen, Nam June Paik, Charlotte Moorman und Wolf Vostell. Besonders schätzte er den US-amerikanischen Komponisten und Künstler John Cage. Es entstanden Werke wie Eurasia und 34. Satz der Sibirischen Synphonie mit dem Einleitungsmotiv der Kreuzesteilung, 1966. In der Aktion …oder sollen wir es verändern, 1969, spielten er Klavier und Henning Christiansen Violine. Beuys schluckte Hustensaft, während Christiansen ein Tonband mit Geräuschcollagen aus Stimmen, Vogelgesang, Sirenengeheul und anderen elektronischen Klängen abspielte.
Im Jahre 1969 wurde Joseph Beuys vom Komponisten und Regisseur Mauricio Kagel eingeladen, um sich an seinem Film Ludwig van zum 200. Geburtstag Ludwig van Beethovens zu beteiligen. Beuys trug mit einer Aktion die Sequenz Beethovens Küche bei. Die Dreharbeiten fanden im Auftrag des WDR am 4. Oktober in Beuys’ Atelier statt.

### Reden
Die documenta 5 von 1972 wird als Zäsur in Beuys’ Werk angesehen; während der 100 Tage der Ausstellung hatte er sich der Diskussion mit dem Publikum zur Verfügung gestellt. Im Folgenden entwickelte er einen erweiterten Kunstbegriff, mit dem er seine Vorstellung einer „umfassenden schöpferischen Umgestaltung des Lebens“ umriss und in dem Begriff der Sozialen Skulptur zu erfassen suchte. „Eine Gesellschaftsordnung wie eine Plastik formen, das ist meine und die Aufgabe der Kunst.“ Der Kern dieser Idee bestand in der Vorstellung, dass der „Mensch“ zu ändern sei mit den Mitteln der „Kunst“, womit er eine Gegenposition zu den in den 1960er Jahren entworfenen Mitteln des „Klassenkampfes“ bezog. Die eigene Person ist sozusagen der Werkstoff und der Mensch habe die Aufgabe, diesen Stoff eigenverantwortlich wie eine Plastik als Kunstwerk zu formen. Zugleich repräsentiert die Soziale Plastik damit auch den erweiterten Kunstbegriff von Beuys.
In den 1970er Jahren verstärkte er durch Diskussionen und Fernsehauftritte die Verbreitung dieser Idee. Im Unterschied zu den Äußerungen anderer Künstler sei es ihm dabei nicht darum gegangen, Interpretationshilfen für seine Werke und deren Rezeption zu schaffen, sondern sich mit den großen Menschheitsfragen auseinanderzusetzen, in deren Rahmen er seine Werke positioniert gesehen habe.
In seinem Vortrag Was aber ist KAPITAL? bei den „Bitburger Gesprächen“ Anfang 1978 entwickelte Beuys ein eigenes System der Wirtschaftswerte. Darin nimmt die Kunst als das wahre Kapital menschlicher Fähigkeiten eine wichtige Rolle ein. Die Formel Kunst = Kapital, die er 1979 auf einen Zehnmarkschein schrieb und signierte, „kann durchaus wörtlich genommen werden, da er die Kreativität und die schöpferische Energie des Einzelnen als Kapital und Potential einer Gesellschaft bezeichnete.“
Seine oft diskutierte und Anlass für vielfältige Interpretationen gebende Aussage „Jeder Mensch ein Künstler“ wird von Beuys noch einmal ausführlich in seiner berühmten Rede am 20. November 1985 in den Münchner Kammerspielen thematisiert. Die Rede wurde filmisch aufgezeichnet und gibt einen unmittelbaren Eindruck von Beuys als Redner wieder.
Fälschlicherweise oft Joseph Beuys zugeschrieben wird die deutsche Übersetzung eines Gedichts mit dem Titel „Jeder Mensch ist ein Künstler“ (Alternativtitel auch „Anleitung zum guten Leben“, „Lebe!“ oder benannt nach der ersten Zeile „Lass dich fallen“), das seit Jahren im Internet kursiert. Das englischsprachige Original („How to be an artist“) stammt von der amerikanischen Künstlerin SARK.

### Rauminstallationen, Vitrinen und Objekte
Rauminstallationen, Vitrinen und Objekte
 Externe Weblinks
- Langhaus, 1953/1962
- Schlitten, 1969
- The pack (das Rudel), 1969
- Vor dem Aufbruch aus Lager I, 1970–1980
- Three Pots for the Poorhouse, 1974
- Stripes from the house of the shaman 1964–1972, 1980
- Terremoto, 1981
- Das Ende des 20. Jahrhunderts, 1982–1983
- Ohne Titel (Vitrine), 1983
- Palazzo Regale (Installation), 1985

Die monumentalen Rauminstallationen, die stets für einen bestimmten Zusammenhang von Inhalt und Ort geschaffen waren, verdeutlichten zudem, in welcher Weise Beuys seine Arbeiten als eine Einheit sah von Formen, Materialien und praktischem wie theoretischem Handeln. Den von ihm so genannten Parallelprozess, mit dem er das Nebeneinander von künstlerischer Arbeit an „Gegenbildern“ und für ihn grundlegender Begrifflichkeit benannt hatte, hob er zuletzt auf in öffentlichen Projekten, wie zum Beispiel den 7000 Eichen für die Stadt Kassel, die er 1982 zur documenta 7 begann. Die Einschätzung, dass Beuys diese Einheit auch gelebt habe, führte zu seiner Kennzeichnung als „letzte[r] Visionär in der Kunst des 20. Jahrhunderts“.
Etliche Objekte der Beuysschen Installationen, so auch diverse Objekte und Relikte in einer Gruppe gleichartiger Vitrinen, sind Überbleibsel früherer Aktionen. Er verstand seine Installationskunst als eine Transformation der Idee – als einen Gedanken, der als „Energieträger“ plastisch dargestellt wird und den Betrachter herausfordernd oder provozierend zum Nachdenken anregen sollte.
„Meine Objekte müssen als Anregungen zur Umsetzung der Idee des Plastischen verstanden werden. Sie wollen Gedanken darüber provozieren, was Plastik sein kann und wie das Konzept der Plastik sein kann und wie das Konzept der Plastik auf die unsichtbaren Substanzen ausgedehnt und von jedem verwendet werden kann.“
Den größten Teil seiner Plastiken und Objekte hatte der Künstler bereits Jahre zuvor in seinen umfangreichen Zeichnungen und Partituren angelegt, um sie später zu realisieren. Ähnliches gilt für sein malerisches Werk, welches allerdings geringeren Umfangs ist.
In diesem Werkkomplex veranschaulichte Beuys zudem physikalische Phänomene, wie die der Elektrizität. Ein Beispiel hierfür ist die Arbeit Fond II, 1961–1967, bestehend aus zwei mit Kupferblech überzogenen Tischen. So ließ er im Jahr 1968 bei einer Ausstellung im Stedelijk van Abbe Museum in Eindhoven mithilfe der dem Werk beigestellten Arbeit Hochspannungs-Hochfrequenz-Generator für FOND II von 1968, bestehend aus einer Autobatterie, drei Leidener Flaschen, einer in Filz gehüllten Glasröhre und einem Kupferring, elektrisch erzeugte Funkenentladungen, nach dem Prinzip des Tesla-Transformators zwischen Tisch und Tisch knisternd überspringen. Diese Arbeit, die zusammen mit einundzwanzig weiteren Arbeiten in einem eigenen Raum unter dem Titel Raumplastik, 1968, gleichfalls auf der 4. documenta zu sehen war, befindet sich mit diesen heute im Block Beuys in Darmstadt.
Mit der Straßenbahnhaltestelle für die Biennale in Venedig 1976 wird der Beginn einer Werkphase von großen Installationen und raumbezogenen Arbeiten angesetzt, in denen der Künstler sowohl eigene Lebenserinnerungen als auch im Folgenden darüber hinaus eigene Werkzusammenhänge herstellte.
Zur Biennale in Venedig 1980 realisierte Beuys die erste Idee einer Installation mit dem Titel Das Kapital Raum 1970–1977, die 1984 in den Hallen für Neue Kunst in Schaffhausen, einer ehemaligen Textilfabrik, als zweistöckige Raum-Skulptur eine dauerhafte Aufstellung fand.
In mehreren Werken finden sich Quecksilberthermometer, unter anderem auf Konzertflügeln platziert, um einen Zusammenhang zwischen akustischem Tempus und der Temperatur zu assoziieren, so in seinem Spätwerk Plight (deutsch: Notlage) von 1985, das er bereits 1958 konzipiert hatte. Plight bestand aus zwei klaustrophobisch arrangierten Räumen, die von Beuys vollkommen mit Filzrollen ausgekleidet worden waren (quasi schallgedämmt), und in denen nur ein Konzertflügel aufgestellt war, auf diesem eine Schultafel und ein Fieberthermometer – eine Anspielung auf das wohltemperierte Klavier von Bach.
Die Arbeit Palazzo Regale wurde Beuys’ letzte Rauminstallation, die er 1985 im Museo di Capodimonte in Neapel aufbaute und in der der Künstler rückblickend auf sein Werk Stellung nahm, indem er seine „eigene ästhetische und soziale Tätigkeit“ als „Selbstbestimmung“ des Menschen thematisierte. In der ehemaligen Residenz der Bourbonen stellte Beuys zwei Messingvitrinen auf, die an den Wänden von sieben rechteckigen Messingtafeln begleitet wurden. Der Titel spielt an auf den Palazzo Reale, den Palast der ehemaligen Vizekönige im Zentrum Neapels. Die 1991 von der Kunstsammlung Nordrhein-Westfalen angekaufte Installation ist nach Armin Zweite, dem damaligen Direktor der Kunstsammlung, „die triumphale Zusammenfassung“ des Beuysschen Œuvres.

### Multiples
Multiples
 Externe Weblinks
- Evervess II 1, 1968
- Ich kenne kein Weekend, 1972
- Holzpostkarte, 1974
- Das Warhol-Beuys-Ereignis, 1979
- Flug nach Amerika, 1974/84
- Capri-Batterie, 1985
- Filzpostkarte, 1985

Joseph Beuys sah in seinen Multiples, seinen als Auflage hergestellte Kunstobjekten, potenzielle Träger und Vehikel zur Verbreitung seiner Ideen. Durch die serielle Ausfertigung des jeweiligen Objekts und dessen Vertrieb beabsichtigte er, einen größeren Kreis von Menschen zu erreichen.
Multiples aus selbst gestalteten oder vorgefundenen Objekten entstanden bei Beuys aufgrund sehr unterschiedlicher Arbeitsmethoden als „Ergebnis überlegter Formfindung im Atelier, als Relikte von Aktionen, Produkte von Prozessen oder spontan aus einem konkreten Anlaß heraus.“ So gingen bei Beuys vor 1965 Holzschnitte und Radierungen, ab 1965 die Druckgrafik und ab 1980 Wahlplakate für Die Grünen in die gezielte Produktion seiner Editionen ein. Ferner fanden Fotografien seiner Aktionen in seinen Multiples Verwendung, er übermalte sie oder ordnete die Bilder, oft mit Kreuzen oder anderen Übermalungen versehen, in Kästen an, was teilweise mit den aneinander genähten Polaroids und Automatenfotos in Andy Warhols Multiples zu vergleichen ist, wobei Beuys den dokumentarischen Wert betonte, während bei Warhol die Idee der Serie im Vordergrund stand. Eines der letzten Multiples von Beuys war die Capri-Batterie aus dem Jahr 1985.
1979 hat der Kölner Künstler Horst Tress mit Hilfe von Klaus Staeck eine Ausstellung seiner Multiples in der Kölner Kneipe Poupol an der Zülpicher Straße durchgeführt. Trotz verrauchter und hochbesuchter Örtlichkeit wurde kein Ausstellungsstück beschädigt oder gar gestohlen. Es war ein voller Erfolg.

### Erweiterung des Kunstbegriffs zurSozialen Plastik
Naturwissenschaftliche und zoologische Studien führten bei Joseph Beuys Ende der 1960er Jahre zu erheblichen Bedenken gegen ein, wie er meinte, zu einseitiges Kunst- und Wissenschaftsverständnis und zu der Ansicht, dass der gängige Erfahrungssatz zur erkenntnistheoretischen Begründung, so wie sie die klassische Naturwissenschaft sieht, nicht ausreichte. Nach Beuys war „der erweiterte Kunstbegriff […] das Ziel des Weges von der traditionellen (Moderne Kunst) zur anthropologischen Kunst.“
Beuys kam zu der Erkenntnis, dass die Begriffe „Kunst“ und „Wissenschaft“ in der Gedankenentwicklung des Abendlandes einander diametral gegenüberstehen und dass diese Tatsache Anlass sei, nach einer Auflösung dieser Polarisierung in der Anschauung zu suchen. Die Auseinandersetzung mit der Anthroposophie Rudolf Steiners führte schließlich zu seinem Konzept eines erweiterten Kunstbegriffs und einer Sozialen Plastik, unter der er eine kreative Mitgestaltung an der Gesellschaft durch die Kunst verstand. Ende 1972 trat Beuys der Anthroposophischen Gesellschaft als Mitglied bei. Seinen Mitgliedsbeitrag bezahlte er jedoch über lange Zeit nicht, weshalb die Gesellschaft ihn zwar nicht, wie teilweise behauptet, wieder ausschloss, sondern „seine Mitgliedschaft als ‚ruhend‘ betrachtet“ wurde.

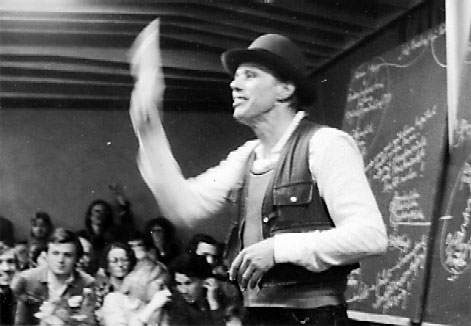
Joseph Beuys: Vortrag Jeder Mensch ein Künstler – Auf dem Weg zur Freiheitsgestalt des sozialen Organismus, Achberg 1978

 Eine Skulptur war für Beuys mehr als eine dreidimensionale Arbeit, vielmehr sah er sie als „[…] eine Kräftekonstellation […], die sich zusammensetzt aus unbestimmten chaotischen, ungerichteten Energien, einem kristallinen Formprinzip und einem vermittelnden Bewegungsprinzip.“ Dem Pol der Wärme, der chaotischen Energie, ordnete er den Pol der Kälte, das kristalline Formprinzip, zu. Für Beuys waren diese beiden Pole eine Energie, die den jeweiligen Pol in sein Gegenteil zu transformieren in der Lage sei. Wärme und Kälte sind nach Beuys „überräumliche plastische Prinzipien.“ Seine Plastische Theorie entwickelte er während seiner Studien zu den Romantikern Novalis, Philipp Otto Runge sowie zu Rudolf Steiner und ab 1973 zu Wilhelm Schmundt, nachdem er ihm beim 1. Jahreskongress Dritter Weg im Internationalen Kulturzentrum Achberg begegnet war. In Anknüpfung suchte Beuys die verlorengegangene Einheit von Natur und Geist wiederherzustellen, indem er dem zweckgerichteten Denken ein ganzheitliches Verstehen entgegensetzte, das archetypische, mythische und magisch-religiöse Zusammenhänge einbezieht. Er übertrug das plastische Prinzip, das bei der Erschaffung einer erkaltenden „Form“ durch den Eingriff des Bildhauers („Bewegung“), bei welchem das heiße, warme und sich im Zustand des „Chaos“ befindliche Rohmaterial in das kristalline umgeformt wird, in eine Theorie des kreativen Schaffens. Indem er dieses Gestaltungsprinzip auf das gesellschaftliche Miteinander transformierte, unternahm Beuys den Versuch, die aus seiner Sicht am Materialismus erkrankte westliche Welt zur Neuorientierung zu bewegen; mit Hilfe des von ihm formulierten Denkansatzes sollte eine „neue soziale Bewegung“ entwickelt werden, wie sie unter anderem 1978 im Aufruf zur Alternative beschrieben wurde. Dieser neue soziale Organismus war für Beuys ein Kunstwerk, das er die „Soziale Plastik“ (oder zuweilen: die „soziale Skulptur“) nannte. Alle Menschen, die an diesem neuen Gesellschaftssystem arbeiteten, seien „Mitglieder an der lebendigen Substanz dieser Welt.“

## Rezeption im Kunstbetrieb

### Kunstkritik
Ein früher Kritiker Beuys’schen Schaffens war der in Düsseldorf ansässige britische Kunstkritiker John Anthony Thwaites, der Beuys’ Praktiken insgesamt in Frage stellte, hauptsächlich wegen der Kluft zwischen seinen utopischen Idealen und dem, was Thwaites als „gross self-aggrandizement“ (schreiende Selbstüberhöhung) wahrnahm. Zudem verglich er Beuys mit Neomarxisten. Seine Kritik gipfelte darin, dass er Beuys beschuldigte, wie Adolf Hitler eine Ästhetisierung der Politik zu betreiben.
In den 1980er Jahren wurde Beuys’ Verarbeitung des Nationalsozialismus ein wichtiges Thema unter den Kunsthistorikern in den USA. Unter anderen widersprachen Benjamin Buchloh, Thomas McEvilley, Frank Gieseke und Albert Markert der insbesondere in Joseph Beuys’ Umkreis vorherrschenden Meinung, dieser habe als einziger Künstler seiner Generation die Nazizeit nicht verdrängt. Buchloh sah Beuys’ Verhalten, insbesondere dessen spätere Stilisierung und Mythisierung seines Flugzeugabsturzes über der Krim im Zweiten Weltkrieg – der Künstler hatte den Gebrauch von Filz in seiner Arbeit auf das Material zurückgeführt, mit dem die Tataren, während ihrer angeblich wochenlangen Pflege des Schwerverletzten, ihm das Leben gerettet hätten –, als ein Indiz dafür, dass der Künstler sich den Verdrängungsprozessen der Nachkriegszeit angeschlossen und sich mit deren „neurotischen Konditionen arrangiert“ habe.
Der amerikanische Kunstkritiker Donald Kuspit vertrat hingegen den Standpunkt, dass Beuys vielmehr seine Erfahrungen in seinem Werk nicht nur verarbeitet, sondern auch ins Positive gewendet habe; er deutete deshalb die von Beuys selbst initiierte Mythisierung seines Lebenslaufs nicht als Verfälschung, sondern als eine bewusste Umdeutung mit dem Ziel, sich der eigenen Erinnerung zu vergewissern. Kuspit befand, dass der Künstler in seiner Form der Verarbeitung dem Publikum, gleichsam stellvertretend für die Deutschen, eine kreative Haltung für den Umgang mit der eigenen Geschichte vorführte.
Den kommerziellen Erfolg der 1970er und 1980er Jahre nahm der Kunstkritiker Hans Platschek zum Anlass, die Ernsthaftigkeit des politischen Anspruchs der Beuysschen Sozialen Plastik in Frage zu stellen. Platschek hielt Beuys in seinem Buch Über die Dummheit in der Malerei vor, „soziale Verhältnisse nur für seine Zwecke zu instrumentalisieren und tatsächlich den kapitalistischen Kunstmarkt besonders gut mit einem metaphysisch aufgeladenen Angebot zu bedienen.“ Beuys spreche, so Platschek, mit Erfolg vornehmlich ein saturiertes bürgerliches Publikum an. „Er liefert, Metaphysiker im Supermarkt, das Überirdische frei Haus.“ Mit seinem „Ansinnen, politische Zustände als Magie, die Warenwelt als Stilleben und soziale Verhältnisse als Bastelmaterial zu nehmen“, habe Beuys, ein Bedürfnis nach vermeintlicher Tiefsinnigkeit bedienend, „im Westen auf den Märkten Furore gemacht.“
Beuys’ Ansatz, die Probleme einer modernen Gesellschaft aus der Sicht des Künstlers zu bewerten und zu beheben, veranlasste wiederum in Folge diverse Gruppierungen und Vereinigungen, von zum Beispiel anthroposophisch ausgerichtete „Ganzheitslehren“ und Bestrebungen von „Naturmedizinen“ bis zu „Selbsthilfe“-Initiativen, Elemente des Beuysschen Gedankengebäudes für ihre Ziele heranzuziehen; der aus seinem Zusammenhang gelöste Satz „Jeder Mensch ist ein Künstler“ diente als Beweis für eine vermeintliche Beliebigkeit in der zeitgenössischen Kunst und beflügelte bis in die 1990er Jahre Malzirkel und Pädagogen. „Jeder Mensch ist ein Künstler. Damit sage ich nichts über die Qualität. Ich sage nur etwas über die prinzipielle Möglichkeit, die in jedem Menschen vorliegt […] Das Schöpferische erkläre ich als das Künstlerische, und das ist mein Kunstbegriff.“ Der Beuys-Biograf Hans Peter Riegel forderte, Beuys wegen dessen Rezeption von Lehren Rudolf Steiners vor dem Hintergrund von völkischer Esoterik und vorchristlichem „Okkultismus“ neu zu betrachten. Der Filmemacher und Kenner der Materie Rüdiger Sünner hielt dagegen den Vorwurf, Joseph Beuys habe braunes Gedankengut in die Kunst transportiert, in einem Interview für haltlos. Auch Eugen Blume wies den Vorwurf zurück, Beuys habe die „Nähe zu Altnazis“ gesucht.

### Kunstmarkt
In den Jahren der Beuysschen Lehrtätigkeit an der Düsseldorfer Kunstakademie (1966–1969) wuchs parallel seine Bedeutung auf dem Kunstmarkt. Auslöser hierfür war der international beachtete Ankauf des kompletten Mönchengladbacher Beuysbestandes durch Karl Ströher. Dieser hatte parallel eine wertvolle Sammlung von Expressionisten und informeller Nachkriegsmalerei verkauft, um mit dem Erlös den Beuysbestand und den Ankauf einer renommierten Pop-Art-Sammlung zu finanzieren. Mit diesem Coup hatten die Medien ein geeignetes Thema gefunden; neben dem amerikanischen Superstar Andy Warhol konnte sich als europäischer Gegenpart Joseph Beuys etablieren. Die Preise auf den Kunstmessen stiegen schließlich 1969 rasant an. In der Folge belegte Beuys 1973 im Kunstkompass, einer Weltrangliste der 100 bedeutendsten Gegenwartskünstler, den vierten Platz vor Yves Klein und von 1974 bis 1976 den fünften Platz, 1971 und 1978 den zweiten und 1979 sowie 1980 den ersten Platz, jeweils vor Robert Rauschenberg und Andy Warhol.
Die Preise, die Beuys’ Werke auf dem Markt erzielten, stießen zuweilen angesichts der in der Kunst ungewohnten Materialien auf Unverständnis; so wurde zum Beispiel der Ankauf des Environments „zeige deine Wunde“, bestehend aus alten Leichenbahren und Fett, durch das Lenbachhaus in München 1980 für 270.000 D-Mark als Erwerb des „teuersten Sperrmülls aller Zeiten“ kommentiert.
In diesem Kontext ebenso kritisch diskutiert wurde der als „Verschwendung von Steuergeldern“ medienwirksam aufbereitete Eklat um die Fettecke, die Joseph Beuys 1982 in der Düsseldorfer Kunstakademie installiert hatte und die postum 1986 von einem Hausmeister entfernt wurde. Im Verlauf kam es zu einem Prozess, der in zweiter Instanz mit einem Vergleich endete, bei dem sich das Land Nordrhein-Westfalen dem Kläger und Beuys-Meisterschüler Johannes Stüttgen gegenüber verpflichtete, 40.000 DM Schadensersatz zu zahlen.
Ebenfalls erlangte das 1960 entstandene Kunstobjekt unbetitelt (Badewanne) Bekanntheit, das als Joseph Beuys’ Badewanne zu einer Anekdote der neueren Kunstgeschichte medienwirksam aufbereitet wurde, nachdem das Objet trouvé, eine mit Heftpflaster und Mullbinden versehene Badewanne, bei der Feier eines SPD-Ortsvereins 1973 gereinigt und anderweitig verwendet worden war. Auch in diesem Fall wurde dem Besitzer, dem Kunstsammler Lothar Schirmer, ein Schadensersatz zugesprochen.
Im Februar 2016 wurde bei einer Auktion bei Christie’s das Kunstwerk Zeitpunkt: Das Massaker von München für 854.500 britische Pfund versteigert. Das Werk, Kreide auf Kreidetafel, 200,5 × 150 cm entstand im Herbst 1972 als Reaktion auf die gescheiterte Geiselbefreiung nach dem Münchner Olympia-Attentat und war Teil einer großen Aktion, die Beuys im Rahmen der Documenta V durchführte.
Die Installation mit dem Titel Wo ist Element 3?, bestehend aus einem Ensemble von Stromzählern, Sicherungen, Schaltern, Pflaster, Holz, Marmor, Stahl und einer Bleistiftzeichnung auf Karton, die in einem Eisengestellrahmen montiert sind, erreichte im Juni 2021 in einer Auktion für Zeitgenössische Kunst € 745.000 (inkl. Aufgeld).

### Kunsttheorie
Die Rezeption des Beuysschen Werks basiert heute durchweg auf Interpretationen, zeitgenössischen Zitaten und Schriftstücken von und über Joseph Beuys sowie auf Bild- und Filmmaterialien, die seine Aktionen dokumentieren. Die jüngere Kunstgeschichtsschreibung hat bislang im Wesentlichen zwei Ansätze vorgelegt: die Einteilung des Gesamtwerks nach seinen inhaltlichen und formalen Schwerpunkten und die Sichtung der Arbeiten eines Weltbildentwurfs im Zusammenhang der klassischen Moderne.
Die Einteilung des Werks führt neben dem frühen Zyklus eines Lebenslauf-Werklaufs, den Zeichnungen, Aktionen und Rauminstallationen auch die öffentlichen Reden als Teil des künstlerischen Werks. Im Unterschied zu den Äußerungen anderer Künstler sei es ihm dabei nicht darum gegangen, Interpretationshilfen für seine Werke und deren Rezeption zu schaffen, sondern sich mit den großen Menschheitsfragen auseinanderzusetzen, in deren Rahmen er seine Werke positioniert gesehen habe.
Für Beuys’ Werk und für sein Denken wird ein „Geflecht von Ganzheitsvorstellungen“ konstatiert, deren „unsystematische Offenheit“ dem herkömmlichen Ganzheitsbegriff aus „Stimmigkeit und Kohärenz“ entgegenstehe; der Entwurf einer Einheit aus Werk und Leben werde von einem konventionellen Kunstbegriff nicht mehr gedeckt. Die Möglichkeiten, den Kunstbegriff insbesondere in der sozialen Skulptur auf alle Lebensbereiche auszuweiten, führte unter anderem zu einer nachfolgenden Adaption in der Anthroposophie, zumal sich Beuys selbst wiederholt auf seine Lektüre Rudolf Steiners berufen hatte. Dieser Ansatz wird in einigen Biografien über den Künstler deutlich.
Der Moderne stand er ablehnend gegenüber. Ihr Rationalismus vernichte die Seelen der Menschen, was verwerflicher sei als der Holocaust: „Diese Gesellschaft ist letztlich noch schlimmer als das Dritte Reich. Hitler hat nur die Körper in die Öfen geschmissen“. Die Wissenschaft und das demokratische politische System der Bundesrepublik würden das „Prinzip Auschwitz“ verewigen.

## Politische Aktivitäten
Für Joseph Beuys war gestalterisches und politisches Handeln mit seiner Vorstellung vom freien Menschen und dem Menschen als Natur- und Gesellschaftswesen verbunden. Seine gesellschaftspolitischen Aktivitäten zielten seit 1971 auf die Bildungspolitik, mit dem Ziel eine Alternative zu den staatlichen Ausbildungssituationen zu schaffen. Er war gegen einen Privat- und Staatskapitalismus, vielmehr für einen freien und demokratischen Sozialismus. Er setzte sich zugleich gegen den sozialistischen Klassenbegriff ab: „Ich kann mit dem Klassenbegriff nicht arbeiten, […] es geht um den Menschenbegriff.“ Seine Kunst war für ihn Befreiungspolitik. Die Wirkung des politischen Engagements von Beuys blieb umstritten. Rudi Dutschke notierte in seinem Tagebuch: „Joseph war glänzend in der Kunst und unwissend in der Ökonomie.“

### Deutsche Studentenpartei (DSP)
Am 22. Juni 1967, wenige Tage nach dem Tod des Studenten Benno Ohnesorg, gründete Beuys als Reaktion auf die schwelenden Studentenunruhen die Deutsche Studentenpartei (DSP). Hierzu organisierte er auf der Akademiewiese vor der Kunstakademie Düsseldorf eine „öffentliche Erläuterung“ der DSP mit etwa 200 Studenten, Journalisten und den AStA-Vorsitzenden. Am 24. Juni 1967 trug sich dann die „Deutsche Studentenpartei“ in das Vereinsregister ein – mit Joseph Beuys (1. Vorsitzender), Johannes Stüttgen (2. Vorsitzender) und Bazon Brock (3. Vorsitzender).
In dem Gründungsprotokoll von Johannes Stüttgen, verfasst am 15. November 1967, hieß es: „Die Notwendigkeit der neuen Partei, deren wesentliches Anliegen die Erziehung aller Menschen zur geistigen Mündigkeit ist, wurde vor allem angesichts der akuten Bedrohung durch die am Materialismus orientierte, ideenlosen Politik und der damit verbundenen Stagnation ausdrücklich herausgestellt.“ Ferner hatte sich die Studentenpartei zum Grundgesetz in seiner „reinen Form“ bekannt. Weitere Ziele waren „absolute Waffenlosigkeit, ein geeinigtes Europa, die Selbstverwaltung autonomer Glieder wie Recht, Kultur, Wirtschaft, Erarbeitung neuer Gesichtspunkte zur Erziehung, Lehre, Forschung, die Auflösung der Abhängigkeit von Ost und West.“
Die wohl erste Vorstellung der Deutschen Studentenpartei außerhalb Düsseldorfs fand am 28. April 1968 in der von Studierenden betriebenen Galerie im Centre in Göttingen statt. Dirk Strotmann, ein Schulfreund von Johannes Stüttgen organisierte und moderierte den Abend, an dem neben Beuys und Stüttgen auch Katharina Sieverding und Henning Christiansen anwesend waren. Der Abend fand in einer ersten Hochphase der Studentenbewegung in Göttingen statt, es handelte sich um den ersten öffentlichen Auftritt Beuys’ in Göttingen, der sich bei dem Abend zugleich auch noch auf Fluxus bezog.
Um die Beschränkung auf Studenten aufzulösen, benannte Beuys im März 1970 die „Deutsche Studentenpartei“ um in „Organisation der Nichtwähler, Freie Volksabstimmung“. Die Ziele waren: „Ausweitung der politischen Aktivitäten auf alle Gesellschaftsgruppen mit dem Ziel, die Bewusstseins- und Handlungsstrukturen der Gesellschaft zu analysieren und durch die gewonnenen Kenntnisse die Menschen analog der ‚plastischen Theorie‘ in einem pädagogischen Prozess für zentrale individuelle und gesellschaftliche Veränderungsmöglichkeiten zu gewinnen.“ Am 19. Juni 1971 kam es zur Gründung der „Organisation für direkte Demokratie durch Volksabstimmung“, in der die „Organisation der Nichtwähler“ aufging.

### Organisation für direkte Demokratie durch Volksabstimmung
Zur documenta 5 1972 war Joseph Beuys mit seinem Informationsbüro der Organisation für direkte Demokratie durch Volksabstimmung für die Dauer der documenta täglich, also für 100 Tage, vertreten. Er diskutierte mit den Besuchern über die Idee der direkten Demokratie durch Volksabstimmung und ihre Möglichkeiten der Verwirklichung. Auf dem Schreibtisch des Informationsbüros stand stets eine langstielige rote Rose. Anhand der Rose erklärte Beuys den Besuchern das Verhältnis von Evolution und Revolution, was für ihn bedeutete, dass die Rose ein Bild eines evolutionären Prozesses zum revolutionären Ziel sei: „Diese Blüte kommt nicht ruckartig zustande, sondern nur aufgrund eines organischen Wachstumsvorganges, der so angelegt ist, dass die Blüten keimhaft veranlagt sind in den grünen Blättern und aus diesen ausgebildet werden […] So ist die Blüte in Bezug auf die Blätter und den Stiel eine Revolution, obwohl sie in der organischen Umwandlung gewachsen ist, die Rose wird als Blüte nur möglich durch diese organische Evolution.“
In den Programmschriften zur „Organisation für direkte Demokratie durch Volksabstimmung“ stellte der Künstler sein demokratisches Ordnungssystem von Geistesleben, Rechtsleben und Wirtschaftsleben in Anlehnung an die Dreigliederungsidee von Rudolf Steiner und die Ideale der Französischen Revolution auf.
Am 8. Oktober 1972, dem letzten Tag der documenta 5, führte Beuys unter der Schiedsrichterleitung seines Schülers Anatol Herzfeld den legendären „Boxkampf für direkte Demokratie durch Volksabstimmung“ gegen Abraham David Christian-Moebuss durch, nachdem dieser seinen Lehrer herausgefordert hatte. Der Boxkampf fand im Raum von Ben Vautier im Fridericianum statt. Beuys gewann den Boxkampf in drei Runden mit einem Punktsieg.

### Free International University (FIU)

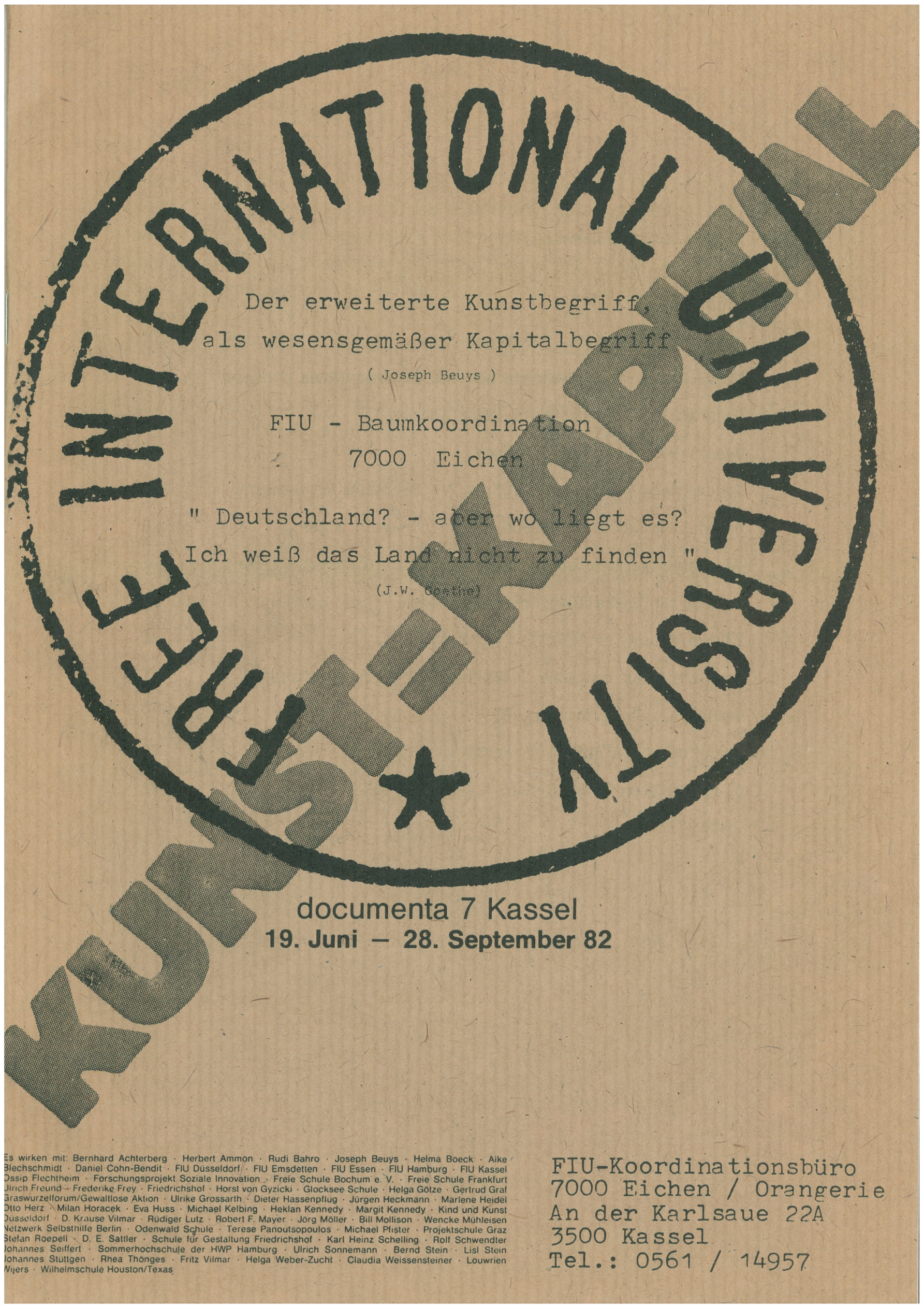
Das Titelblatt des Veranstaltungsprogramms der „Free International University“ von Beuys zur documenta 7

Die Free International University (FIU) oder „Freie Internationale Hochschule für Kreativität und interdisziplinäre Forschung“, wie sie auch genannt wurde, war ein von Joseph Beuys, gemeinsam mit Klaus Staeck, Georg Meistermann und Willi Bongard, am 27. April 1973 gegründeter, gemeinnützig anerkannter Trägerverein und sollte als ein „organisatorischer Ort des Forschens, Arbeitens und Kommunizierens die Fragen einer sozialen Zukunft durchdenken.“ Das Fundament dafür bildete ein pädagogischer Entwurf, dessen erste Voraussetzung die grundlegende Erneuerung des Bildungswesens vorsah. Für ein erweitertes Erziehungsprogramm sei die Erneuerung des gesamten Bildungswesens notwendig und damit die Veränderung der Organisationsstruktur sowie der Methoden und Inhalte des Unterrichts und die vollständige Unabhängigkeit der Schulen und Hochschulen von der Bevormundung durch den Staat.
Beuys wollte kein politisches Programm ausbilden, sondern neue konkurrierende Bildungseinrichtungen schaffen, um die alten Einrichtungen nach und nach zu überwinden. Seiner Meinung nach sollte der gesamte Schulbereich in seinen Belangen autonom werden. Joseph Beuys arbeitete bereits im Zuge der Entwicklung seiner Lehrtätigkeit seit den frühen 1970er Jahren an dem Gedanken zur Gestaltung und Gründung einer freien „Hochschule für Kreativität und interdisziplinäre Forschung“. Die FIU bestand als eingetragener Verein zur Erforschung der Zukunft bis 1988.

### Aktionsgemeinschaft Unabhängiger Deutscher
„Das System ist kriminell, der Staat zum Feind des Menschen geworden!“ konstatierte Beuys 1976 und zog für sich die Konsequenz, selbst in die Politik zu gehen. Bei den Bundestagswahlen 1976 in Nordrhein-Westfalen kandidierte er als parteiloser Spitzenkandidat für die Aktionsgemeinschaft Unabhängiger Deutscher (AUD), die sich als „Deutschlands erste Umweltschutzpartei“ verstand, und erhielt in seinem Wahlkreis Düsseldorf-Oberkassel 598 Stimmen (3 %). Dieses Engagement brachte ihm erhebliche Kritik ein, da sich in der AUD ökologische Strömungen mit nationalkonservativen und stark rechten Tendenzen mischten. Nach Hans Peter Riegel soll Beuys August Haußleiter, Gründungsmitglied der AUD, bei verschiedenen anthroposophischen Kongressen kennengelernt haben. Haußleiter selbst war später an der Gründung der Partei Die Grünen beteiligt, wurde zunächst deren Sprecher und dann Bundesvorsitzender.

### Die Grünen
Seit dem Frühjahr 1977 wurden in der Bundesrepublik grüne Listen gegründet. Im Jahr 1979 kandidierte Joseph Beuys für das Europaparlament als Direktkandidat für „Die Grünen“ und gewann Rudi Dutschke für gemeinsame Wahlkampfauftritte. Die AUD löste sich zugunsten der „Grünen“ (heute: Bündnis 90/Die Grünen) auf. Vom 12. bis 13. Januar 1980 nahm Beuys am Gründungsparteitag der „Grünen“ in Karlsruhe und am 16. Februar 1980 an deren Landesmitgliederversammlung in Wesel teil. Für den Landtagswahlkampf in Nordrhein-Westfalen eröffneten die „Grünen“ am 16. März ein Informationsbüro in Düsseldorf; Beuys gestaltete Plakate und führte eine Kampagne für die Partei durch. Seine eigenen politischen Vorstellungen konnte er bei den „Grünen“ jedoch nicht durchsetzen.

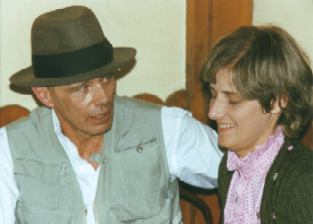
Joseph Beuys mit Petra Kelly, 1982

Vom 22. bis 23. März 1980 nahm Beuys an ihrem Bundesparteitag in Saarbrücken teil. Vor einer Podiumsdiskussion zum Thema „Abbau demokratischer Rechte“ stellten sich Petra Kelly und Joseph Beuys am 9. Mai 1980 beim Wahlkampfhöhepunkt der „Grünen“ in Münster den Fragen der Presse. 1982, während der Endphase des internationalen Wettrüstens, trat Beuys bei Veranstaltungen der westdeutschen Friedensbewegung mit der Band von Wolf Maahn und Musikern von BAP als Politsänger mit dem Lied Sonne statt Reagan auf. Am 3. Juli 1982 trat Beuys in der ARD-Musiksendung Bananas mit Sonne statt Reagan als Pop-Interpret auf. Der BAP-Sänger Wolfgang Niedecken, der nach eigener Aussage nicht in die Vorbereitungen zu dem Auftritt eingeweiht war, berichtete, dass er erst vor dem Fernseher von dem Auftritt seiner Band mit Beuys als Sänger erfahren hatte. Der Text zu dem Song wurde von dem Werbetexter Alaine Thomé verfasst, die Musik von Klaus Heuser. Die Grünen hatten den Protestsong, der einige kritische Bemerkungen über das Niveau der Darbietung auslöste, in Auftrag gegeben. Die Aufnahme mit Beuys erschien 1982 bei EMI Electrola als Single mit einer signierten Hülle und dem Titel Kräfte sammeln auf der Rückseite.
Im November 1982 erklärte Beuys auf dem Bundesparteitag in Hagen seine Bereitschaft, wieder in Nordrhein-Westfalen auf der Landesliste für den Deutschen Bundestag zu kandidieren, und wurde daraufhin am 21. Januar 1983 als Bundestagskandidat der Partei im Wahlkreis Düsseldorf-Nord aufgestellt. Als er von der Landesdelegiertenkonferenz nicht auf einem der vorderen Plätze gelistet wurde, zog er am folgenden Tag seine Kandidatur zurück. Beuys beendete damit zwar die direkte Mitarbeit bei den Grünen, blieb jedoch bis zu seinem Tod Mitglied der Partei.

## Ausstellungen und Retrospektiven
- Liste der Ausstellungen von Joseph Beuys (1940–1986)
- 1973: Kunsthalle Tübingen, Tübingen, 27. Oktober bis 2. Dezember, Joseph Beuys. Zeichnungen – Zeichnungen von Caspar David Friedrich
- 1979/80: Solomon R. Guggenheim Museum, New York, USA, 2. November bis 2. Januar (Retrospektive)
- 1984: Kunsthalle Tübingen, Tübingen, 8. September bis 28. Oktober, Joseph Beuys. Ölfarben 1949–1967
- 1985: Kunsthalle Tübingen, Tübingen, 2. März bis 14. April, 7000 Eichen. 34 Künstler stiften eine Arbeit für die Aktion von Joseph Beuys
- 1988: Martin-Gropius-Bau, Berlin, Deutschland, 20. Februar bis 1. Mai (Retrospektive)
- 1988: Kunsthalle Tübingen, Tübingen, 12. Mai bis 10. Juli,  Joseph Beuys. The secret block for a secret person in Ireland
- 1993/94: Kunsthaus Zürich, Zürich, Schweiz, 26. November bis 20. Februar (Retrospektive)
- 1994: Museo Reina Sofía, Madrid, Spanien, 15. März bis 6. Juni (Retrospektive)
- 1994: Centre Georges-Pompidou, Paris, Frankreich, 30. Juni bis 3. Oktober (Retrospektive)
- 1996: Kunsthalle Tübingen, Tübingen, 28. September bis 24. November, Warhol – Beuys – Twombly. Stiftung Froehlich Sammlungsblöcke
- 2005: Tate Modern, London, Großbritannien, 4. Februar bis 2. Mai (Retrospektive)
- 2008/09: Museum für Gegenwart, Berlin, Deutschland, 3. Oktober bis 25. Januar (Retrospektive)
- 2009: 60 Jahre. 60 Werke. Kunst in der Bundesrepublik Deutschland, Martin-Gropius-Bau, Berlin, 1. Mai bis 14. Juni; Joseph Beuys ist für das Jahr 1976 mit dem Werk Infiltration homogen für Konzertflügel, 1966, vertreten.
- 2009/10: 8 Days – Beuys in Japan, Art Tower Mito ATM, Mito, Japan, 31. Oktober bis 24. Januar
- 2010/11: Parallelprozesse. Ausstellung vom 11. September 2010 bis 16. Januar 2011 im K20, Kunstsammlung Nordrhein-Westfalen, Düsseldorf.[155] Die Ausstellung findet im Rahmen der Quadriennale Düsseldorf 2010 statt.[156]
- 2012: Werbung für die Kunst – Ein Einblick in die Mediennutzung und das Werk des Künstlers am Beispiel von Postkarten, Plakaten, Filmen, Multiples und Unikaten. Städtische Galerie im Park Viersen, 7. Oktober 2012 bis 25. November 2012[157][158]
- 2012/13: Mein Rasierspiegel. Von Holthuys bis Beuys, Museum Kurhaus Kleve, 9. September 2012 bis 7. April 2013 (nach Verlängerung)
- 2013/14: Joseph Beuys: The Secret Block for a Secret Person in Ireland,[159] Zeichnungen, Museum für Gegenwart, Berlin, 17. Dezember 2013 bis 31. August 2014
- 2016: Joseph Beuys. Werklinien, Museum Kurhaus Kleve, 1. Mai 2016 bis 4. September 2016
- 2017/18: Joseph Beuys – Greetings from the Eurasian, Museum of Contemporary Art Antwerp, 13. Oktober 2017 bis 21. Januar 2018[160]
- 2017/18: Joseph Beuys – Einwandfreie Bilder 1945–1985. Arbeiten auf Papier aus der Slg. Lothar Schirmer. Städtische Galerie im Lenbachhaus München 14. November 2017 bis 18. März 2018
- 2020: Kraftwerk Block Beuys, Hessisches Landesmuseum Darmstadt, 14. Februar 2020 bis 24. Mai 2020.
- 2021: Joseph Beuys – Perpetual Motion, Skulpturenpark Waldfrieden, 28. März 2021 bis 20. Juni 2021.[161]
- 2021: Joseph Beuys. Plakate. Multiples, Kunsthalle der Sparkassenstiftung Lüneburg, 9. Mai 2021 bis 1. August 2021.[162]
- 2021: Von der Sprache aus. Joseph Beuys zum 100. Geburtstag, Hamburger Bahnhof – Museum für Gegenwart Berlin, 13. Juni bis 19. September 2021.[163]
- 2021: Joseph Beuys – Kindheit und Jugend. Ausstellung seines Jugendzimmers in Rindern und Kleve. Museum Forum Arenacum Rindern, 11. Juli bis 26. September 2021.[164]
- 2021/22: BEUYS + PALERMO, Toyota Municipal Museum of Art, 3. April bis 20. Juni 2021; The Museum of Modern Art, Saitama, 10. Juli bis 5. September 2021; The National Museum of Art, Osaka, 12. Oktober 2021 bis 16. Januar 2022; Ausstellungskatalog (japanisch und englisch).[165]
- 2022: Jeder Mensch ist ein Künstler. Kosmopolitische Übungen mit Joseph Beuys, K20 Kunstsammlung Nordrhein-Westfalen, Düsseldorf.[166]
- 2024: Joseph Beuys – Werke aus der Sammlung der Nationalgalerie, Hamburger Bahnhof – Museum für Gegenwart Berlin[167]

## Sammlungen

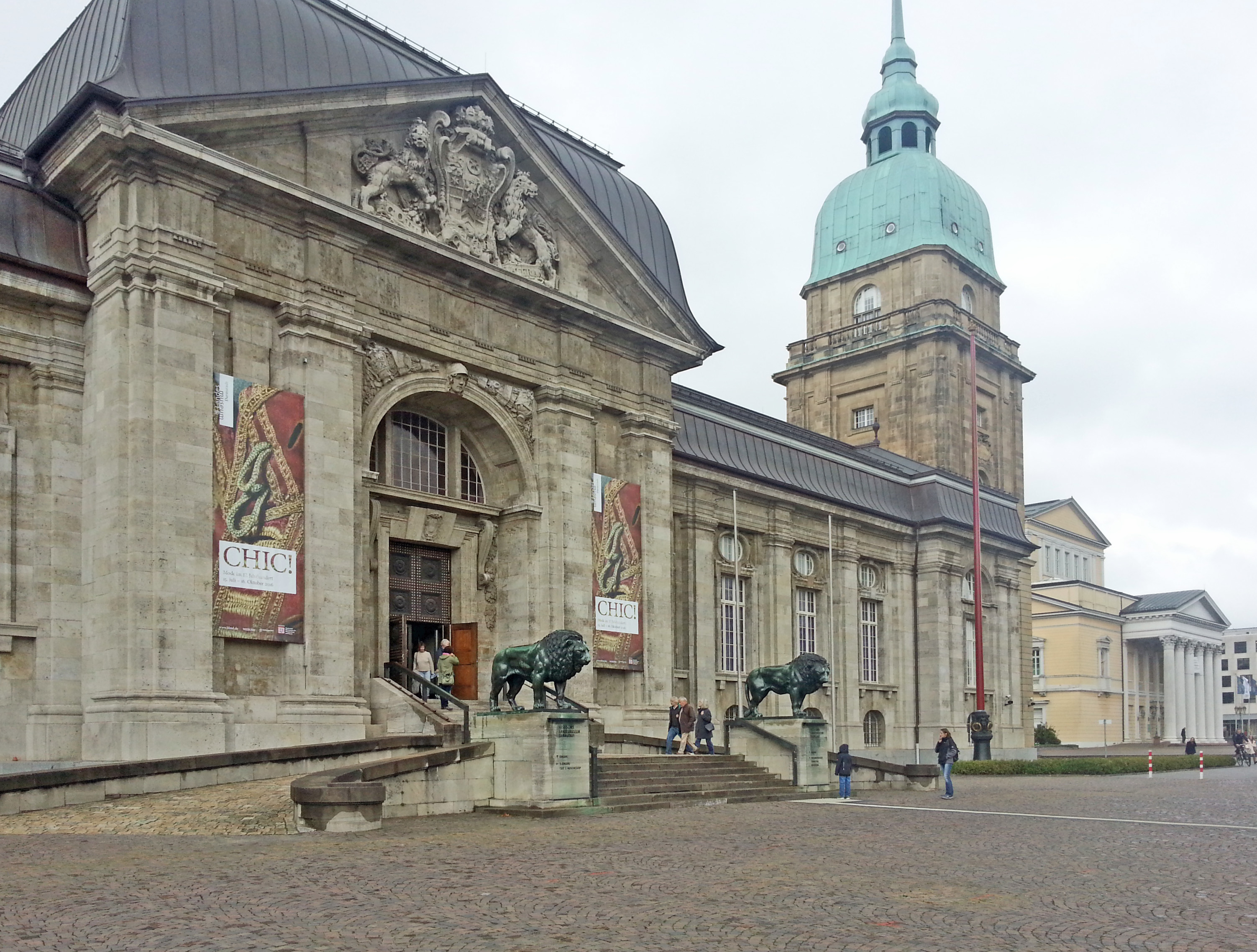
Hessisches Landesmuseum Darmstadt mit dem Block Beuys

In seiner Geburtsstadt Krefeld ist Beuys im Kaiser-Wilhelm-Museum mit einem von ihm selbst 1984 eingerichteten, aus sieben Objekten bestehenden Ensemble von Werken ständig präsent.
Im heutigen Museum Kurhaus Kleve, sowie in dessen Räumlichkeiten im ehemaligen Friedrich-Wilhelm Bad (heute Joseph-Beuys-Westflügel), die Beuys von 1957 bis 1964 als Atelier genutzt hatte, finden sich etliche seiner Werke. Ein umfangreicher Werkkomplex des Künstlers ist im Block Beuys im Hessischen Landesmuseum in Darmstadt zu sehen. Bei Bedburg-Hau im Kreis Kleve sind gegenwärtig innerhalb der Stiftung Museum Schloss Moyland im Schloss Moyland große Bestände an Werken und Archivalien von und zu Joseph Beuys untergebracht.
Weitere Werke von Beuys befinden sich in der Städtischen Galerie im Lenbachhaus, der Pinakothek der Moderne sowie der Staatlichen Graphischen Sammlung in München, im Hamburger Bahnhof in Berlin (hier ist auch das Joseph Beuys Medien-Archiv beheimatet), im Kunstmuseum Basel, im Wilhelm Lehmbruck Museum, Duisburg, im Kunstmuseum Bonn, in der Kunstsammlung Nordrhein-Westfalen in Düsseldorf, im Museum Ludwig in Köln, im Städel in Frankfurt, in der Neuen Galerie in Kassel und im museum FLUXUS+ in Potsdam. Überdies sind Beuys’ Werke im Centre Georges-Pompidou in Paris, im MoMA in New York, in Chicago, Minneapolis und Tokio sowie weltweit in weiteren Museen und in vielen Galerien präsent.

## Werkverzeichnis
- Liste der Kunstaktionen von Joseph Beuys (Auswahl)
- Liste der Environments und Installationen von Joseph Beuys (Auswahl)
- Liste der Skulpturen und Objekte von Joseph Beuys (Auswahl)
- Liste der Multiples von Joseph Beuys (Auswahl)

## Film
- Joseph Beuys: Jeder Mensch ist ein Künstler – Dokumentation von Werner Krüger aus dem Jahr 1980.
- Joseph Beuys, Kleve. Eine Innere Mongolei – Dokumentation von Hannes Heer; (WDR, 1991).
- Zeige deine Wunde – Kunst und Spiritualität bei Joseph Beuys. Film von Rüdiger Sünner, 2015, DVD, Absolut Medien
- Beuys von A-Z Joseph Beuys äussert sich in kurzen Filmausschnitten im Originalton anhand von 72 Begriffen zu seinem Leben, Denken und Arbeiten (2 Teile, 2016).
- Beuys – Filmbiografie von Andres Veiel aus dem Jahr 2017 (Kinostart Sommer 2017).

## Veröffentlichungen

### Schriften von Beuys
- Gespräch zwischen Joseph Beuys und Hagen Lieberknecht, Geschrieben von Joseph Beuys. In: Joseph Beuys, Zeichnungen 1947–1959 I. Schirmer Verlag, Köln 1972 (Einmalige Auflage von 2.000 Exemplaren, DNB 740503316).
- Aufruf zur Alternative. In: Frankfurter Rundschau, 23. Dezember 1978.
- Joseph Beuys, Michael Ende: Kunst und Politik – ein Gespräch, FIU-Verlag, Wangen 1989 Ln., ISBN 978-3-928780-48-3.
- Joseph Beuys, Michael Ende: Kunst und Politik – Gesprächsfortsetzung, FIU-Verlag, Achberg 2011 cd, ISBN 978-3-928780-53-7.
- Energy Plan for the Western Man. Joseph Beuys in America. Compiled by Carin Kuoni. Four Walls Eight Windows, New York 1990, ISBN 0-941423-44-1.

### Reden von Beuys
- Reden über das eigene Land: Deutschland 3. C. Bertelsmann, München 1985; darin die Vorträge von Hans Mayer, Joseph Beuys, Margarete Mitscherlich-Nielsen und Albrecht Schönherr, ISBN 3-570-06226-0.
- KUNST = KAPITAL. Achberger Vorträge. FIU-Verlag, Wangen 1992, ISBN 3-928780-03-4.
- Aktive Neutralität – Die Überwindung von Kapitalismus und Kommunismus. FIU-Verlag, Wangen 1994/4, ISBN 3-928780-10-7.
- Sprechen über Deutschland. Rede vom 20. November 1985 in den Münchener Kammerspielen. FIU-Verlag, Wangen 2002/2, ISBN 3-928780-14-X.
- Ein kurzes erstes Bild von dem konkreten Wirkungsfelde der Sozialen Kunst. FIU-Verlag, Wangen 2006/3, ISBN 3-928780-15-8.
- Mein Dank an Lehmbruck. Eine Rede. Schirmer/Mosel, München 2006, ISBN 3-8296-0225-1.

### Ausstellungskataloge
- Marion Ackermann (Hrsg.): Joseph Beuys. Parallelprozesse, Kunstsammlung Nordrhein-Westfalen, Düsseldorf, 11. September 2010 bis 16. Januar 2011. Schirmer/Mosel, München 2010, ISBN 978-3-941773-03-5 (englische Ausgabe, ISBN 978-3-8296-0482-6).
- Götz Adriani, Joseph Beuys, Katalogpublikation XV. Bienal Internacional de São Paulo 1979.
- Joseph Beuys, Ölfarben 1949–1967, hrsg. v. Götz Adriani, Katalogpublikation Kunsthalle Tübingen; Kunstverein in Hamburg; Kunsthaus Zürich, Tübingen 1984.
- Götz Adriani, Joseph Beuys, Zeichnungen Objekte Druckgrafiken, Katalogpublikation Institut für Auslandsbeziehungen, Stuttgart 1989.
- Susanne Anna (Hrsg.): Joseph Beuys, Düsseldorf. Hatje Cantz, Stadtmuseum Düsseldorf, 29. September bis 30. Dezember 2007, Ostfildern 2008, ISBN 978-3-7757-1992-6.
- Eugen Blume, Cathrine Nichols (Hrsg.): Beuys. Die Revolution sind wir. Hamburger Bahnhof – Museum für Gegenwart, Berlin, 3. Oktober 2008 bis 25. Januar 2009. Steidl, Göttingen 2008, ISBN 978-3-88609-649-7.
- Freundeskreis Museum Kurhaus und Koekkoek-Haus Kleve e. V. (Hrsg.): Joseph Beuys. Werklinien, Kleve 2016, ISBN 978-3-934935-80-8.
- Eva Huttenlauch, Matthias Mühling (Hrsg.): Joseph Beuys – Einwandfreie Bilder 1945–1985. Arbeiten auf Papier aus der Sammlung Lothar Schirmer. Mit Texten von Eva Huttenlauch, Matthias Mühling, Lothar Schirmer, Kirsten Claudia Voigt. Ausstellung Städtische Galerie im Lenbachhaus München 14. November 2017 bis 18. März 2018. Schirmer/Mosel, München 2017, ISBN 978-3-8296-0822-0.
- Andreas Junge, Klaus Staeck, Lars Dannenberg u. a.: Joseph Beuys: Werbung für die Kunst. 2012, ISBN 978-3-00-039069-2.
- Adam C. Oellers, Franz Joseph van der Grinten: Kreuz + Zeichen. Religiöse Grundlagen im Werk von Joseph Beuys. Suermondt-Ludwig-Museum Aachen 1985
- Jörg Schellmann (Kat.): Joseph Beuys. Eine farbige Welt. Objekte, Plastiken, Drucke 1970–1986. Schellmann Art, München, 1. bis 30. Juni 2011. Schellmann Art, Schirmer/Mosel, München 2011, ISBN 978-3-8296-0547-2.
- Jörg Schellmann (Kat.): Joseph Beuys. ich (ich selbst die Iphigenie). Plastiken, Objekte, Zeichnungen und Photographien. Schellmann Art, München, 2. bis 31. Mai 2011. Schellmann Art, Schirmer/Mosel, München 2011, ISBN 978-3-8296-0549-6.
- Klaus Schrenk (Vorw.): Joseph Beuys. Zeichnungen. Ausstellung 21. Oktober 2006 bis 7. Januar 2007. Staatliche Kunsthalle Karlsruhe, 2006, ISBN 3-925212-68-X.
- Guido de Werd (Hrsg.): Mein Rasierspiegel. Von Holthuys bis Beuys. Museum Kurhaus Kleve, Kleve 2012, ISBN 978-3-934935-61-7.
- Armin Zweite: Beuys zu Ehren. Lenbachhaus München, 16. Juli bis 2. November 1986, ISBN 3-88645-075-9.
- Hiltrud Westermann-Angerhausen: Joseph Beuys und das Mittelalter. Köln (Schnütgen-Museum) 24. Januar bis 27. April 1997, in Zusammenarbeit mit Dagmar Täube, Ostfildern-Ruit 1997, ISBN 978-3-89322-908-6.
- 2021: Jeder Mensch ist ein Künstler. Kosmopolitische Übungen mit Joseph Beuys, hrsg. mit Susanne Gaensheimer, Isabelle Malz und Eugen Blume, Ausstellungskatalog, Ostfildern-Ruit: Hatje Cantz.

## Auszeichnungen und Ehrungen
- 1952: 4. Kunstpreis der Stadt Düsseldorf (Kategorie angewandte Kunst); Ausstellung Eisen und Stahl, „Eisenhüttenwerke“, Düsseldorf
- 1974: Gastprofessur an der Hochschule für bildende Künste in Hamburg
- 1976: Doctor of Fine Arts honoris causa, Nova Scotia College of Art and Design, Halifax
- 1976: Lichtwark-Preis der Stadt Hamburg
- 1978: Thorn-Prikker-Ehrenplakette der Stadt Krefeld
- 1978: Mitglied der Akademie der Künste in Berlin, Abteilung Bildende Kunst
- 1979: Kaiserring der Stadt Goslar
- 1980: Gastprofessur an der Städelschule in Frankfurt am Main
- 1980: Ausländisches Ehrenmitglied der Kungliga Konsthögskolan Stockholm, Stockholm
- 1984: Ehrenbürger der Gemeinde Bolognano
- 1986: Wilhelm-Lehmbruck-Preis der Stadt Duisburg

Postum
- Joseph-Beuys-Gesamtschule, Düsseldorf
- Joseph-Beuys-Gesamtschule, Kleve
- Joseph-Beuys-Schule, Neuss
- Joseph-Beuys-Allee, Bonn
- Joseph-Beuys-Allee, Kleve
- Joseph-Beuys-Ufer, Düsseldorf
- Joseph-Beuys-Straße, Kassel[169]
- Joseph-Beuys-Platz, Krefeld, der Platz vor dem Kaiser-Wilhelm-Museum[170]

Im Rahmen der Serie „Deutsche Malerei des 20. Jahrhunderts“ gab 1993 die Deutsche Bundespost ihm zu Ehren eine 80-Pfennig-Sonderbriefmarke mit dem Motiv Lagerplatz, 1962 – 1966, Museum Abteiberg, heraus.

## Audio
- Joseph Beuys und der Nationalsozialismus im Schloss Moyland. 7.21 Minuten Audio-Version, Gespräch mit Angela Steffen, Deutschlandfunk Kultur Fazit 30. März 2025

### Museen
- Mehrere Abbildungen von Beuys-Werken. Tate Modern (englisch).
- Biografie und Abbildungen von Beuys-Werken. Walker Art Sammlung (englisch).
- Sechs Abbildungen von Beuys-Werken. Museum of Fine Arts Boston.
- 70 Werke von Joseph Beuys. Kunstmuseum Basel.
- National Galleries of Scotland (englisch).
- Werkkomplex Block Beuys. Darmstädter Landesmuseum; geschichtlicher Kurzabriss und „Mediathek Block Beuys“.
- Kurzinfo über die Arbeit des Archivs. Museum Schloss Moyland – Joseph Beuys Archiv.
- Städtische Galerie im Lenbachhaus
- Hauptwerke von Joseph Beuys wie Das Ende des 20. Jahrhunderts, Straßenbahnhaltestelle, Unschlitt, Richtkräfte einer neuen Gesellschaft und Environment Das Kapital Raum 1970–1977. Museum für Gegenwart im Hamburger Bahnhof Berlin.
- 29. November 2018 bis 29. September 2019 Hülle und Kern. 150 Multiples von Joseph Beuys aus der Schenkung an das Museum. LWL-Museum Münster.

### Bilder, Video- und Audio-Aufnahmen
- Mein Kunst-Stück: Beuys’ Fettecke im Hamburger Bahnhof. Deutsche Welle.
- Joseph Beuys in den Archiven Lothar Wollehs. lothar-wolleh.com
- Verschiedene Fluxus-Konzerte von Joseph Beuys. ubu.com
- Sonne statt Reagan – Video von 1982. youtube.com
- Joseph Beuys & Nam June Paik: „Klavier Duette in memoriam George Maciunas“ (Fluxus-Begründer 1932–78) – Aula der Kunstakademie Düsseldorf (7. Juli 1978). youtube.com